# FFH-Gebiet Schleswig-Holsteinisches Elbästuar und angrenzende Flächen
Das FFH-Gebiet Schleswig-Holsteinisches Elbästuar und angrenzende Flächen ist ein NATURA 2000-Schutzgebiet in Schleswig-Holstein im Kreis Dithmarschen in den Gemeinden Neufelderkoog und Brunsbüttel, im Kreis Steinburg in den Gemeinden Büttel, Brokdorf, Wewelsfleth, Borsfleth, Glückstadt, Bahrenfleth, Beidenfleth, Hodorf, Stördorf, Landrecht, Heiligenstedten, Bekmünde, Itzehoe, Münsterdorf, Oelixdorf, Breitenburg, Kronsmoor, Kollmoor, Westermoor, Winseldorf, Lohbarbek, Wittenbergen, Mühlenbarbek, Kellinghusen, Kollmar und Neuendorf b. Elmshorn und im Kreis Pinneberg in den Gemeinden Seestermühe, Neuendeich, Moorrege, Uetersen, Tornesch, Appen, Prisdorf, Pinneberg, Seester, Raa-Besenbek, Elmshorn, Haselau, Hetlingen, Haseldorf, Holm und Wedel.
Das FFH-Gebiet liegt von Wedel im Süden bis Brunsbüttel im Norden in den Landschaften Wilstermarsch (Landschafts-ID 67101), Untere Störniederung (Landschafts-ID 67102) sowie Kremper Marsch und Haseldorfer Marsch (Landschafts-ID 67103). Diese sind wiederum Teil der Naturräumlichen Großregion 2. Ordnung Holsteinische Elbmarschen (Landschafts-ID 67100). Die Flächen nordwestlich davon gehören zur Landschaft Dithmarscher Marsch (Landschafts-ID 68401) als Teil der Naturräumlichen Großregion 2. Ordnung Schleswig-Holsteinische Marschen und Nordseeinseln (Landschafts-ID 68400). Das FFH-Gebiet Schleswig-Holsteinisches Elbästuar und angrenzende Flächen ist Teil der bundesländerübergreifenden Landschaft Elbeästuar (Landschafts-ID 61203).
Es hat eine Größe von 19270,7 Hektar und umfasst den Verlauf der Elbe von der Landesgrenze zwischen Schleswig-Holstein und der Hansestadt Hamburg im Süden bei Wedel bis Neufelder Koog im Norden. Die Westgrenze bildet der Verlauf der Landesgrenze zwischen Schleswig-Holstein und Niedersachsen, die in der Strommitte der Elbe liegt. Zwischen der Mündung der Oste in Niedersachsen und dem Duhner Watt nördlich von Cuxhaven liegt ein Teil des FFH-Gebietes in der Mündung der Elbe in Niedersachsen. Die größte Ausdehnung liegt mit 79,8 Kilometer in Nordwestrichtung.
Das FFH-Gebiet besteht zu nahezu drei Vierteln aus Meeresfläche. Dazu kommt der schleswig-holsteinische Teil der Elbe samt Teile deren rechter Nebenflüsse mit ihren Überschwemmungsgebieten. Davon sind die Stör, die Krückau, die Wedeler Au und die Pinnau die größten.

## FFH-Gebietsgeschichte und Naturschutzumgebung
Der NATURA 2000-Standard-Datenbogen (SDB) für dieses FFH-Gebiet wurde im Januar 2006 vom Landesamt für Landwirtschaft, Umwelt und ländliche Räume (LLUR) des Landes Schleswig-Holstein erstellt, im September 2007 als Gebiet von gemeinschaftlicher Bedeutung (GGB) vorgeschlagen, im November 2007 von der EU als GGB bestätigt und im Januar 2010 national nach § 32 Absatz 2 bis 4 BNatSchG in Verbindung mit § 23 LNatSchG als besonderes Erhaltungsgebiet (BEG) bestätigt. Der SDB wurde zuletzt im Juli 2020 aktualisiert.
Da das Elbästuar in den drei Bundesländern Niedersachsen, Schleswig-Holstein und der Freien und Hansestadt Hamburg liegt, haben diese einen gemeinsamen integrierten Bewirtschaftungsplan (IBW) erstellt. Dieser besteht aus zwei Teilbereichen; einen für Niedersachsen und einen für Schleswig-Holstein und Hamburg zusammen. Wegen der Größe des Elbästuars ist dieses im IBW in sieben Funktionsräume eingeteilt worden. Das FFH-Gebiet Schleswig-Holsteinisches Elbästuar und angrenzende Flächen liegt in den Funktionsräumen 3 bis 7. Bereits am 23. Mai 2008 hatte das Ministerium für Landwirtschaft, Umwelt und ländliche Räume des Landes Schleswig-Holstein für das Teilgebiet Wedeler Au einen Managementplan veröffentlicht, der in der Form den in Schleswig-Holstein üblichen FFH-Managementplänen (MP) entspricht. Für weitere Teilgebiete sind bisher keine Managementpläne in dieser Form veröffentlicht worden (Stand Oktober 2022).
Das FFH-Gebiet grenzt im Norden an den Nationalpark Schleswig-Holsteinisches Wattenmeer und angrenzende Flächen. Bei Breitenberg an der Mündung der Rantzau in die Stör grenzt es an das FFH-Gebiet Rantzau-Tal. In Wittenbergen grenzt es an das FFH-Gebiet Mittlere Stör, Bramau und Bünzau, Am Übergang vom Unterlauf der Krückau zu deren Oberlauf kurz vor Elmshorn grenzt das FFH-Gebiet an das FFH-Gebiet Obere Krückau.
Im Süden des FFH-Gebietes Schleswig-Holsteinisches Elbästuar und angrenzende Flächen bei Wedel liegt das am 30. August 1952 gegründete Naturschutzgebiet Neßsand mitten in der Elbe, siehe Karte 5. Von Wedel im Süden bis zur Mündung der Pinnau liegt das am 12. April 1984 gegründete Naturschutzgebiet Haseldorfer Binnenelbe mit Elbvorland teilweise im FFH-Gebiet. Nördlich davon schließen sich im FFH-Gebiet das am 2. April 1991 gegründete Naturschutzgebiet Eschschallen im Seestermüher Vorland, siehe Karte 3, und das am 9. Mai 1997 gegründete Naturschutzgebiet Elbinsel Pagensand an, siehe Karte 4. Vor Glückstadt liegt das am 5. Dezember 2000 gegründete Naturschutzgebiet Rhinplate und Elbufer südlich Glückstadt ebenfalls vollständig im FFH-Gebiet Schleswig-Holsteinisches Elbästuar und angrenzende Flächen, siehe Karte 1.
Bei Wedel überschneiden sich die Flächen des FFH-Gebietes mit dem Landschaftsschutzgebiet des Kreises Pinneberg, dem Landschaftsschutzgebiet Pinneberger Elbmarschen und südlich Glückstadt mit dem Landschaftsschutzgebiet Kollmarer Marsch. Am Nordrand überschneidet sich das FFH-Gebiet mit dem Biosphärenreservat Schleswig-Holsteinisches Wattenmeer. Große Teile des europäischen Vogelschutzgebietes Unterelbe bis Wedel überschneiden sich mit dem FFH-Gebiet Schleswig-Holsteinisches Elbästuar und angrenzende Flächen.
Mit der Gebietsbetreuung des FFH-Gebietes nach § 20 LNatSchG wurde durch das LLUR noch keine Institution beauftragt (Stand November 2022).

## FFH-Erhaltungsgegenstand
Laut Standard-Datenbogen vom Juli 2020 sind folgende FFH-Lebensraumtypen (LRT) und Arten als FFH-Erhaltungsgegenstände mit den entsprechenden Beurteilungen zum Erhaltungszustand der Umweltbehörde der Europäischen Union gemeldet worden (Gebräuchliche Kurzbezeichnung (BfN)):
FFH-Lebensraumtypen nach Anhang I der EU-Richtlinie:
- 1130 Ästuarien (Gesamtbeurteilung B)[17]
- 1140 Vegetationsfreies Schlick-, Sand- und Mischwatt (Gesamtbeurteilung B)[18]
- 1160 Flache große Meeresarme und -buchten (Flachwasserzonen und Seegraswiesen) (Gesamtbeurteilung C)[19]
- 1310 Quellerwatt (Gesamtbeurteilung A)[20]
- 1330 Atlantische Salzwiesen (Gesamtbeurteilung A)[21]
- 3260 Fließgewässer mit flutender Wasservegetation (Gesamtbeurteilung B)[22]
- 6430 Feuchte Hochstaudenfluren (Gesamtbeurteilung B)[23]
- 6510 Magere Flachland-Mähwiesen (Gesamtbeurteilung B)[24]
- 7140 Übergangs- und Schwingrasenmoore (Gesamtbeurteilung C)[25]
- 7230 Kalkreiche Niedermoore (Gesamtbeurteilung B)[26]
- 9190 Alte bodensaure Eichenwälder auf Sandebenen mit Stieleiche (Gesamtbeurteilung C)[27]
- 91D0* Moorwälder (Gesamtbeurteilung C)[28]
- 91E0* Erlen-Eschen- und Weichholzauenwälder (Gesamtbeurteilung B)[29]
- 91F0 Hartholzauenwälder (Gesamtbeurteilung B)[30]

Arten gemäß Artikel 4 der Richtlinie 2009/147/EG und Anhang II der Richtlinie 92/43/EWG und diesbezügliche Beurteilung des Gebiets:
- 1103 Finte (Alosa Fallax) (Gesamtbeurteilung A)[32]
- 1130 Rapfen (Aspius aspius) (Gesamtbeurteilung A)[33]
- 1149 Steinbeißer (Gesamtbeurteilung C)[34]
- 1113 Nordseeschnäpel (Coregonus oxyrinchus) (Keine Gesamtbeurteilung)[35]
- 1099 Flussneunauge (Lampetra fluviatilis) (Gesamtbeurteilung A)[36]
- 1355 Fischotter (Gesamtbeurteilung B)[37]
- 1365 Seehund (Gesamtbeurteilung B)[38]
- 1601 Schierlings-Wasserfenchel (Gesamtbeurteilung B)[39]
- 1145 Schlammpeitzger (Gesamtbeurteilung C)[40]
- 1095 Meerneunauge (Petromyzon marinus) (Gesamtbeurteilung A)[41]
- 1134 Bitterling (Gesamtbeurteilung C)[42]
- 1106 Atlantischer Lachs (Salmo salar) (Gesamtbeurteilung B)

Das FFH-Gebiet hat nach SDB eine Fläche von 19279,70 Hektar. Zählt man die Flächen der einzelnen FFH-Lebensraumtypen im SDB zusammen, kommt man aber auf eine Fläche von 21601,6 Hektar. Dies hat seinen Grund in der Mehrdeutigkeit des FFH-Lebensraumtyps 1130 Ästuarien. Im Falle des Elbästuars beinhaltet die Fläche sowohl die FFH-Lebensraumtypen 1140 Vegetationsfreies Schlick-, Sand- und Mischwatt, 1160 Flache große Meeresarme und -buchten, als auch den FFH-Lebensraumtyp 1310 Quellerwatt. Sie stellen mithin eine genauere Beschreibung der Elbästuarflächen dar. Vier Zehntel der Gebietsfläche ist keinem FFH-Lebensraumtyp zugeordnet, siehe Tabelle 1.
In der Zeit von 2016 bis 2021 wurde eine Nachkartierung der FFH-Lebensraum- und Biotoptypen im FFH-Gebiet durchgeführt. Danach sind fast neun Zehntel der Gebietsfläche mit FFH-Lebensraumtypen belegt. Ein Zehntel ist keinem Schutzstatus zugeordnet, siehe Diagramm 2.

## FFH-Erhaltungsziele
Aus den oben aufgeführten FFH-Erhaltungsgegenständen werden als FFH-Erhaltungsziele von besonderer Bedeutung die Erhaltung folgender Lebensraumtypen und Arten im FFH-Gebiet vom Ministerium für Energiewende, Landwirtschaft, Umwelt und ländliche Räume des Landes Schleswig-Holstein erklärt:
- 1130 Ästuarien
- 1140 Vegetationsfreies Schlick-, Sand- und Mischwatt
- 1310 Quellerwatt
- 1330 Atlantische Salzwiesen
- 3260 Fließgewässer mit flutender Wasservegetation
- 6430 Feuchte Hochstaudenfluren
- 6510 Magere Flachland-Mähwiesen
- 91D0* Moorwälder
- 91E0* Erlen-Eschen- und Weichholzauenwälder
- 91F0 Hartholzauenwälder
- 1095 Meerneunauge (Petromyzon marinus)
- 1099 Flussneunauge (Lampetra fluviatilis)
- 1103 Finte (Alosa Fallax)
- 1106 Atlantischer Lachs (Salmo salar)
- 1130 Rapfen (Aspius aspius)
- 1365 Seehund
- 1601 Schierlings-Wasserfenchel

Aus den oben aufgeführten FFH-Erhaltungsgegenständen werden als FFH-Erhaltungsziele von Bedeutung die Erhaltung folgender Lebensraumtypen und Arten im FFH-Gebiet vom Ministerium für Energiewende, Landwirtschaft, Umwelt und ländliche Räume des Landes Schleswig-Holstein erklärt:
- 1160 Flache große Meeresarme und -buchten
- 7140 Übergangs- und Schwingrasenmoore
- 9190 Alte bodensaure Eichenwälder auf Sandebenen mit Stieleiche
- 1149 Steinbeißer
- 1145 Schlammpeitzger

## FFH-Analyse und Bewertung
Im FFH-Gebiet haben nahezu alle FFH-Lebensraumflächen im SDB eine gute Gesamtbewertung zugesprochen bekommen, siehe auch Diagramm 3.
Für das gesamte FFH-Gebiet gibt es keinen Managementplan in der für Schleswig-Holstein üblichen Form. Adäquate Beschreibungen für das FFH-Gebiet Schleswig-Holsteinisches Elbästuar und angrenzende Flächen zum Thema FFH-Analyse und Bewertung finden sich jedoch in den Integrierten Bewirtschaftungsplänen Elbästuar (IBW) der Funktionsbereiche 3 bis 7 unter der jeweiligen Rubrik „Erhaltungszustände“ oder „Synergien und Konflikte“.
Der Datenstand zu diesem Thema ist in den Integrierten Bewirtschaftungsplänen Elbästuar der von 2010 und älter. Im aktuellen SDB vom Juli 2020 sind statt der vierzehn FFH-Lebensraumtypen und Arten elf weitere aufgenommen worden. Von den neu aufgenommenen FFH-Lebensraumtypen und Arten sind bis auf den Fischotter und den Bitterling alle mit einem schlechten Erhaltungszustand bewertet worden, siehe Tabelle 1.
| FFH-LRT und Art                                                                | FR 3 | FR 4 | FR 5 | FR 6 | FR 7 | SDB (2020) |
| ------------------------------------------------------------------------------ | ---- | ---- | ---- | ---- | ---- | ---------- |
| 1130 Ästuarien                                                                 | C    | C    | C    | C    | B-C  | C          |
| 1140 Vegetationsfreies Schlick-, Sand- und Mischwatt                           |      |      |      |      |      | C          |
| 1160 Flache große Meeresarme und -buchten (Flachwasserzonen und Seegraswiesen) |      |      |      |      |      | C          |
| 1310 Quellerwatt                                                               |      |      |      | A    |      | A          |
| 1330 Atlantische Salzwiesen                                                    |      |      |      | B    |      | B-C        |
| 3260 Fließgewässer mit flutender Wasservegetation                              |      |      |      |      |      | C          |
| 6430 Feuchte Hochstaudenfluren                                                 | B    | B    |      | B    | C    | B-C        |
| 6510 Magere Flachland-Mähwiesen                                                | C    | C    |      |      |      | B-C        |
| 7140 Übergangs- und Schwingrasenmoore                                          |      |      |      |      |      | C          |
| 9190 Alte bodensaure Eichenwälder auf Sandebenen mit Stieleiche                |      |      |      |      |      | C          |
| 91D0* Moorwälder                                                               |      |      |      |      |      | C          |
| 91E0* Erlen-Eschen- und Weichholzauenwälder                                    | A-B  | A-B  |      |      |      | B-C        |
| 91F0 Hartholzauenwälder                                                        | B    | B    |      |      |      | C          |
| 1103 Finte (Alosa Fallax)                                                      | B-C  | B-C  | B-C  | B-C  |      | C          |
| 1130 Rapfen (Aspius aspius)                                                    | B    | B    |      |      | C    | C          |
| 1149 Steinbeißer                                                               |      |      |      |      |      | C          |
| 1113 Nordseeschnäpel (Coregonus oxyrinchus)                                    |      |      |      |      |      | -          |
| 1099 Flussneunauge (Lampetra fluviatilis)                                      | B    | B    | B    | B    | B    | B          |
| 1355 Fischotter                                                                |      |      |      |      |      | B          |
| 1365 Seehund                                                                   | A    | A    | A    | A    |      | A          |
| 1601 Schierlings-Wasserfenchel                                                 | C    | C    |      |      |      | C          |
| 1145 Schlammpeitzger                                                           |      |      |      |      |      | C          |
| 1095 Meerneunauge (Petromyzon marinus)                                         | B    | B    | B    | B    | B    | B          |
| 1134 Bitterling                                                                |      |      |      |      |      | B          |
| 1106 Atlantischer Lachs (Salmo salar)                                          | C    | C    | C    | C    | B    | C          |

### Funktionsraum 3
Von den vierzehn FFH-Lebensraumtypen nach Anhang I der EU-Richtlinie des FFH-Gebietes Schleswig-Holsteinisches Elbästuar und angrenzende Flächen befinden sich fünf im Funktionsraum 3. Der IBW enthält keine Bewertungszahlen, die den aktuellen Angaben im SDB entsprechen (Stand Oktober 2022). Von den zwölf Arten nach Anhang II der EU-Richtlinie des FFH-Gebietes Schleswig-Holsteinisches Elbästuar und angrenzende Flächen befinden sich sieben im Funktionsraum 3 des IBW, siehe auch Tabelle 1.

### Funktionsraum 4
Von den vierzehn FFH-Lebensraumtypen nach Anhang I der EU-Richtlinie des FFH-Gebietes Schleswig-Holsteinisches Elbästuar und angrenzende Flächen befinden sich fünf im Funktionsraum 4. Der IBW enthält keine Bewertungszahlen, die den aktuellen Angaben im SDB entsprechen (Stand Oktober 2022). Von den zwölf Arten nach Anhang II der EU-Richtlinie des FFH-Gebietes Schleswig-Holsteinisches Elbästuar und angrenzende Flächen befinden sich sieben im Funktionsraum 4 des IBW, siehe auch Tabelle 1.

### Funktionsraum 5
Von den vierzehn FFH-Lebensraumtypen nach Anhang I der EU-Richtlinie des FFH-Gebietes Schleswig-Holsteinisches Elbästuar und angrenzende Flächen befindet sich nur eine im Funktionsraum 5. Der IBW enthält keine Bewertungszahlen, die den aktuellen Angaben im SDB entsprechen (Stand Oktober 2022). Von den zwölf Arten nach Anhang II der EU-Richtlinie des FFH-Gebietes Schleswig-Holsteinisches Elbästuar und angrenzende Flächen befinden sich fünf im Funktionsraum 5 des IBW, siehe auch Tabelle 1.

### Funktionsraum 6
Von den vierzehn FFH-Lebensraumtypen nach Anhang I der EU-Richtlinie des FFH-Gebietes Schleswig-Holsteinisches Elbästuar und angrenzende Flächen befinden sich vier im Funktionsraum 6. Der IBW enthält keine Bewertungszahlen, die den aktuellen Angaben im SDB entsprechen (Stand Oktober 2022). Von den zwölf Arten nach Anhang II der EU-Richtlinie des FFH-Gebietes Schleswig-Holsteinisches Elbästuar und angrenzende Flächen befinden sich fünf im Funktionsraum 6 des IBW, siehe auch Tabelle 1.

### Funktionsraum 7
Von den vierzehn FFH-Lebensraumtypen nach Anhang I der EU-Richtlinie des FFH-Gebietes Schleswig-Holsteinisches Elbästuar und angrenzende Flächen befinden sich zwei im Funktionsraum 7. Der IBW enthält keine Bewertungszahlen, die den aktuellen Angaben im SDB entsprechen (Stand Oktober 2022). Von den zwölf Arten nach Anhang II der EU-Richtlinie des FFH-Gebietes Schleswig-Holsteinisches Elbästuar und angrenzende Flächen befinden sich vier im Funktionsraum 7 des IBW, siehe auch Tabelle 1.

## FFH-Maßnahmenkatalog
Da ein Managementplan für das FFH-Gebiet Schleswig-Holsteinisches Elbästuar und angrenzende Flächen in der in Schleswig-Holstein üblichen Form nicht vorliegt sind unter dem Kapitel „Maßnahmen“ in den Integrierten Bewirtschaftungsplänen zu finden.

### Funktionsraum 3
Das FFH-Gebiet Schleswig-Holsteinisches Elbästuar und angrenzende Flächen beginnt innerhalb des Funktionsraumes 3 des IBP bei Stromkilometer 638 (Landesgrenze SH-HH am Westrand von Wedel) bis Stromkilometer 650 (Nordspitze von Lühesand). Es beinhaltet neben dem Stromverlauf der Elbe auf schleswig-holsteinischem Gebiet den Unterlauf der Wedeler Au mit seinen Niederungen von der Landesgrenze mit Hamburg bis zur Mündung in die Elbe sowie die Wedeler Marsch südlich von Hetlingen.

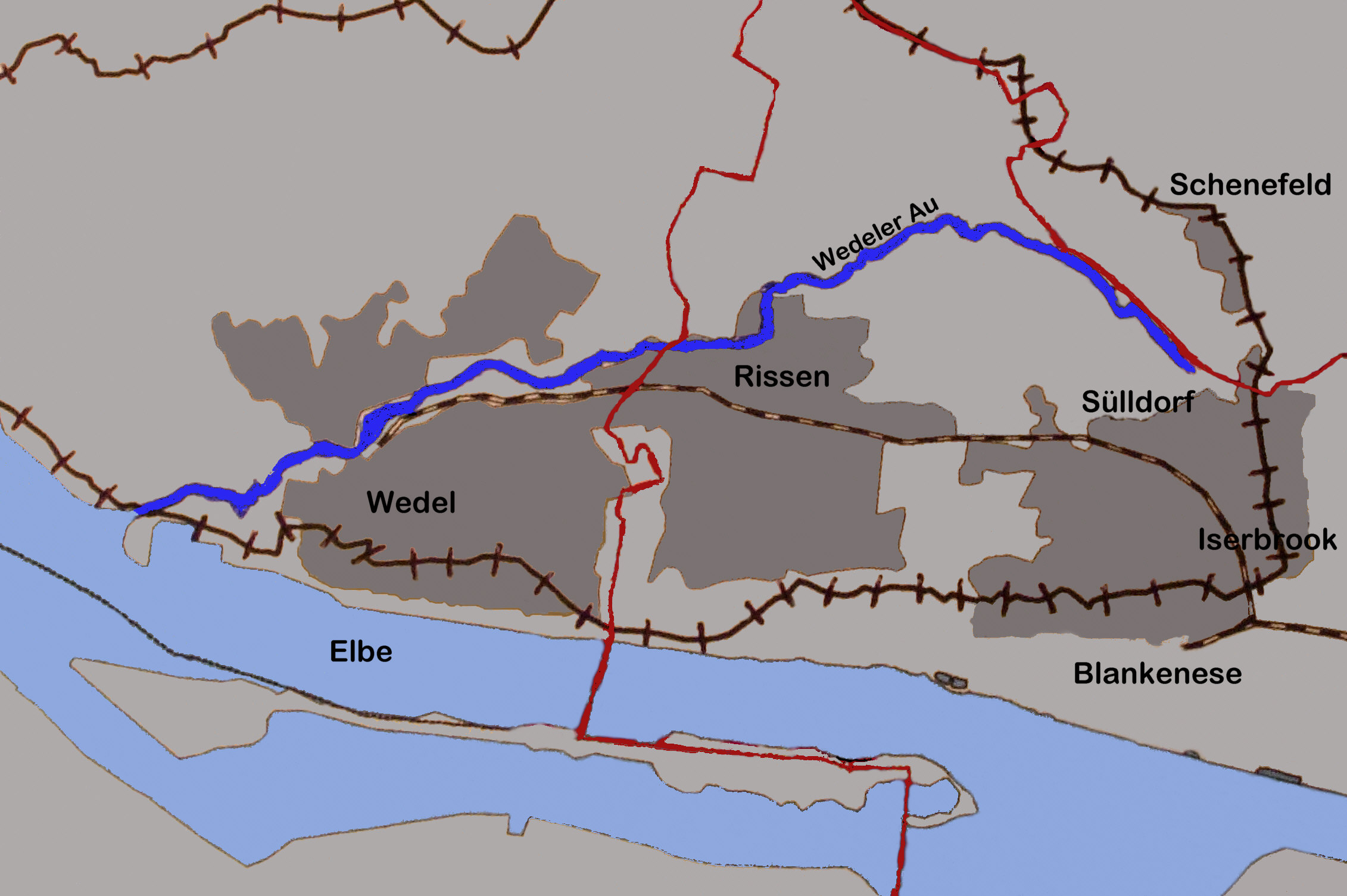
Wedeler Au von der Quelle bis zur Mündung
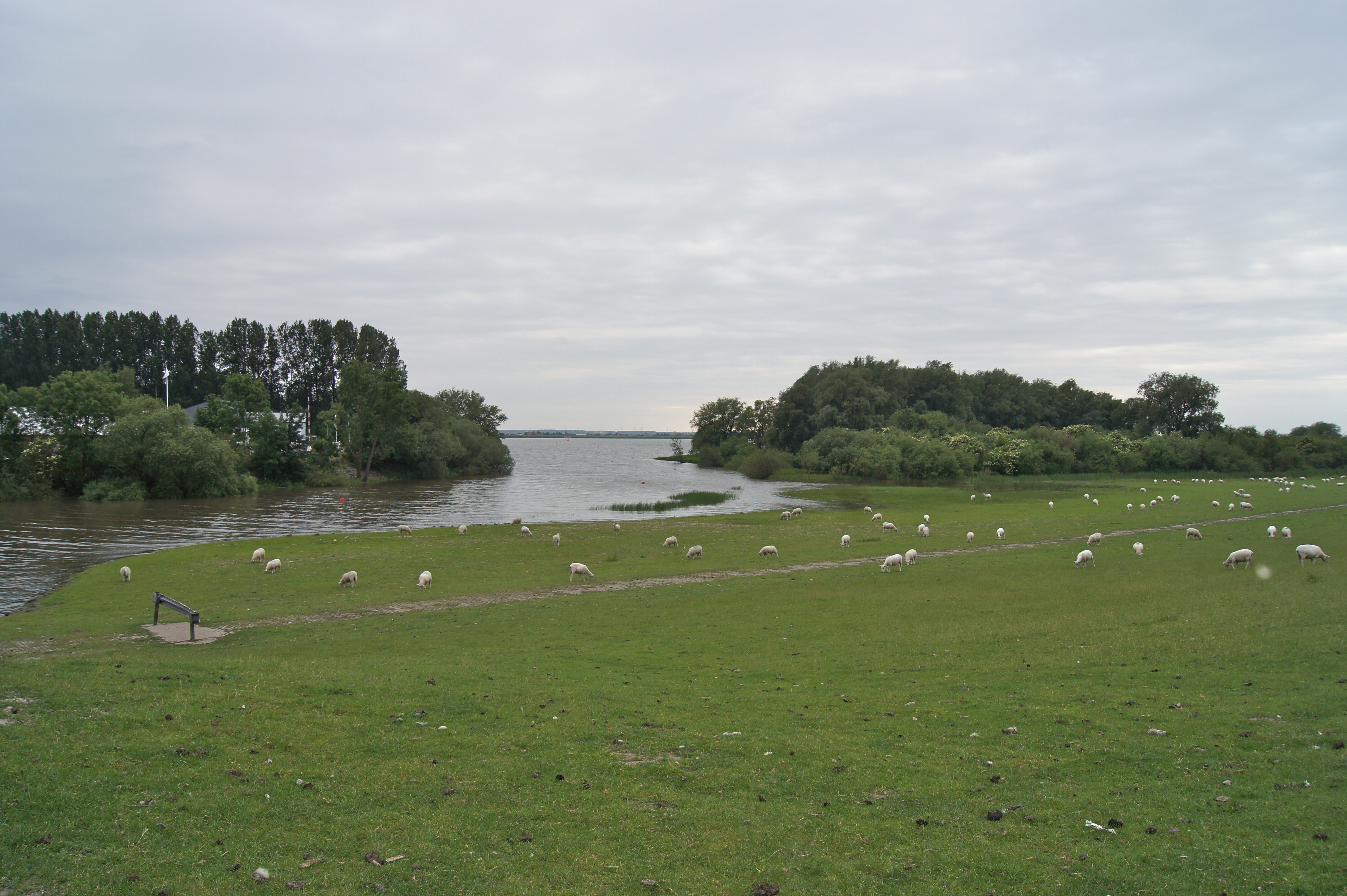
Mündung der Wedeler Au in die Elbe
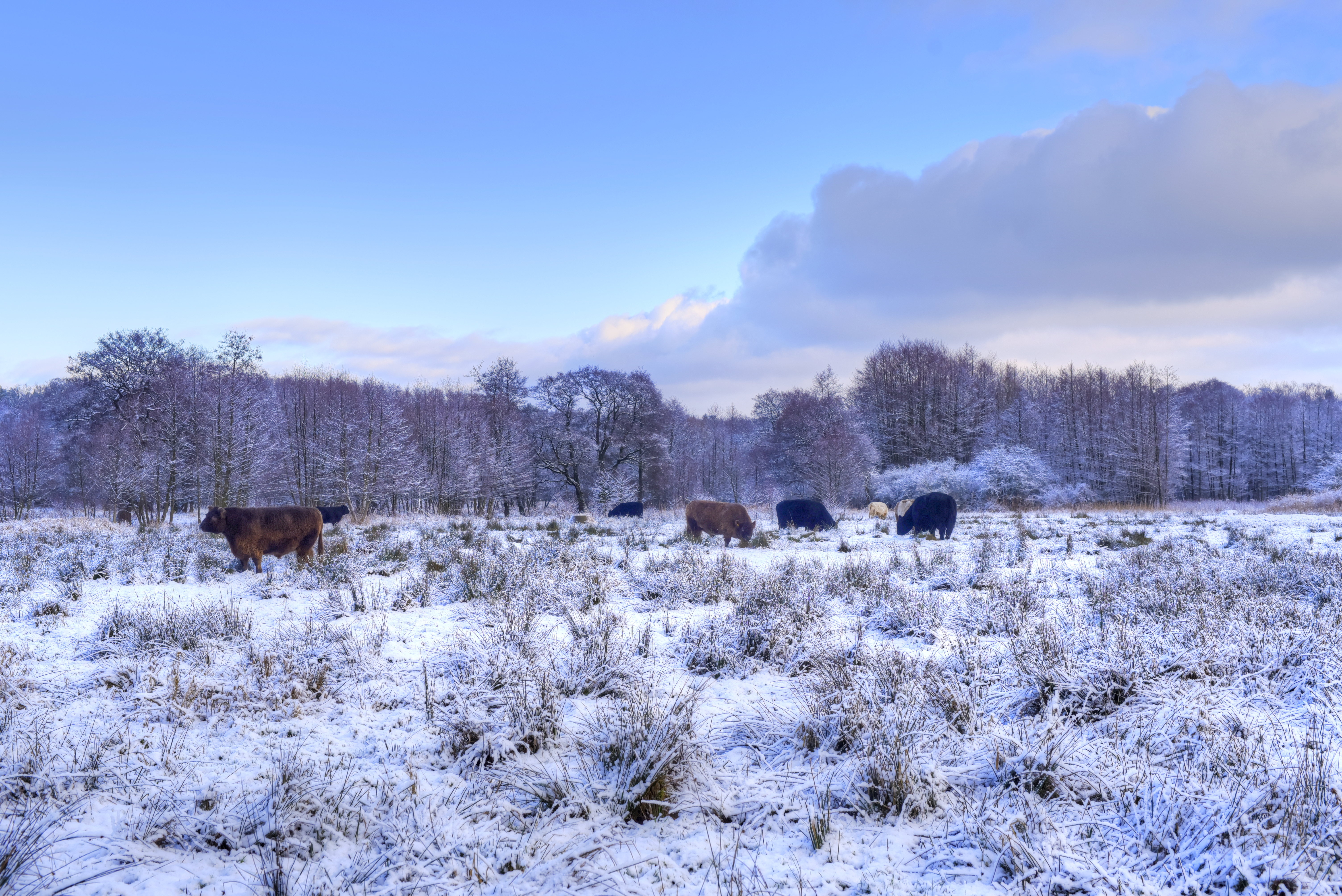
Wedeler Au am Auweidenweg in Schulau-Ost
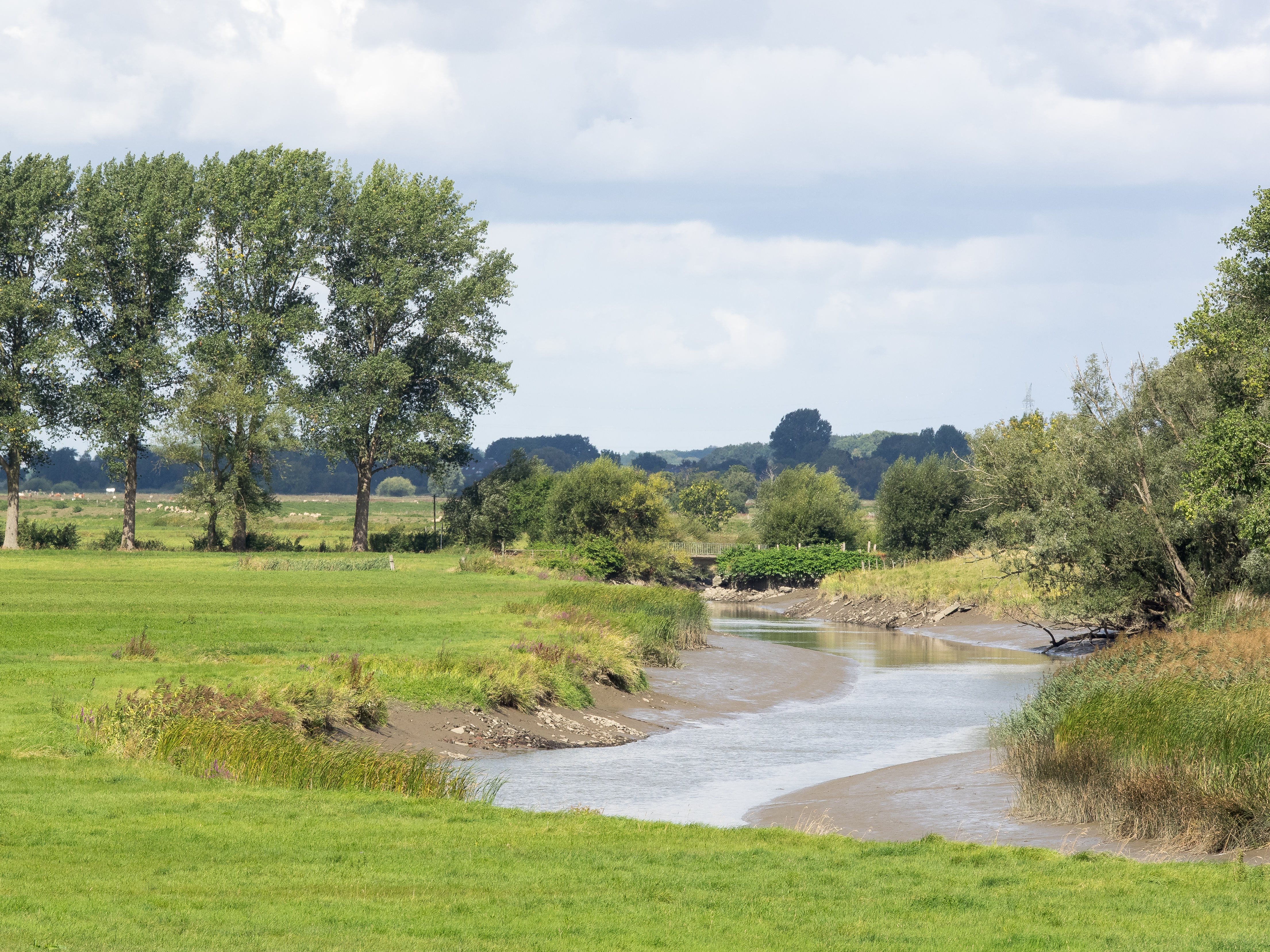
Wedeler Au kurz vor der Mündung in die Elbe
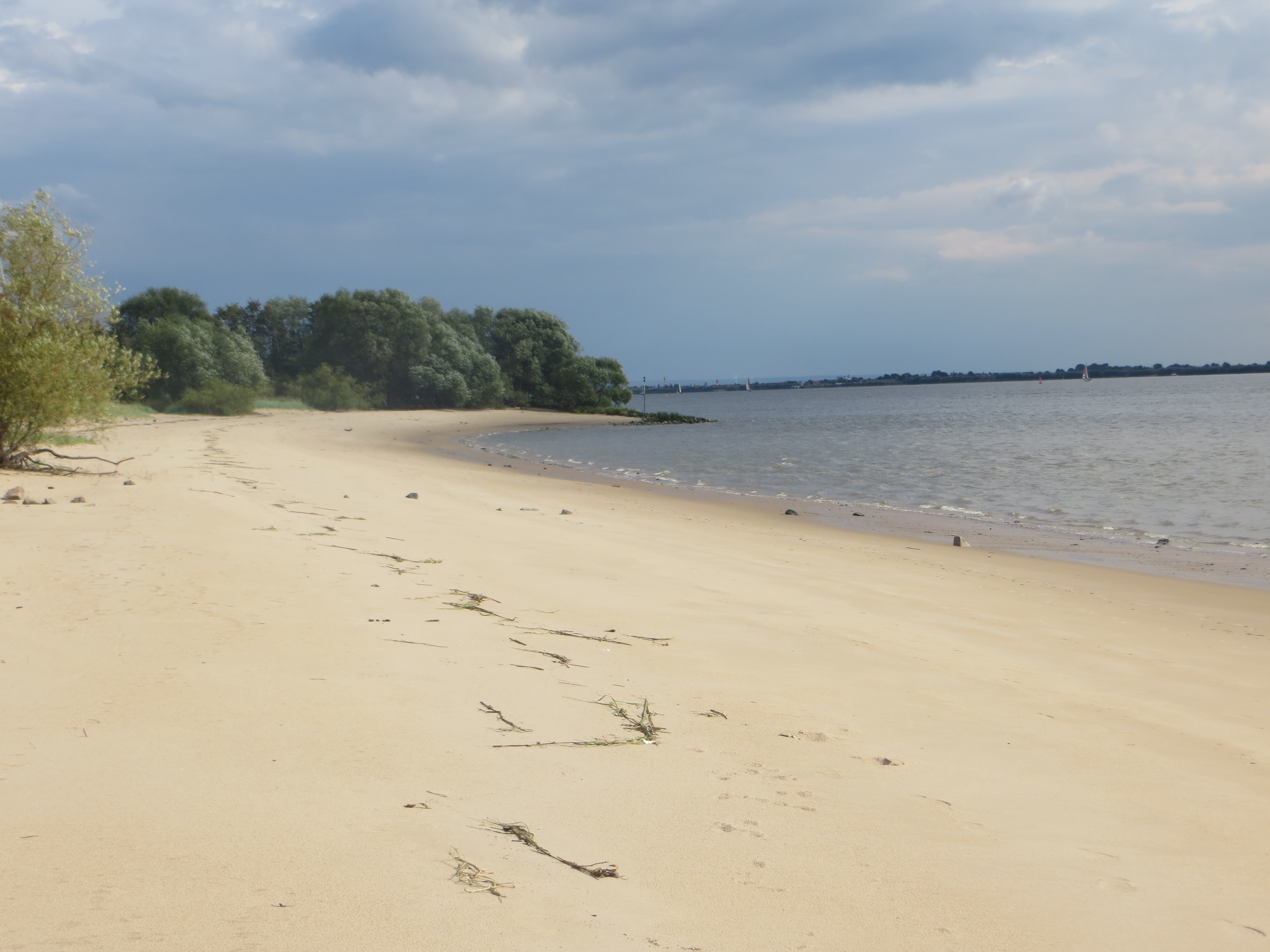
Elbstrand Hetlingen
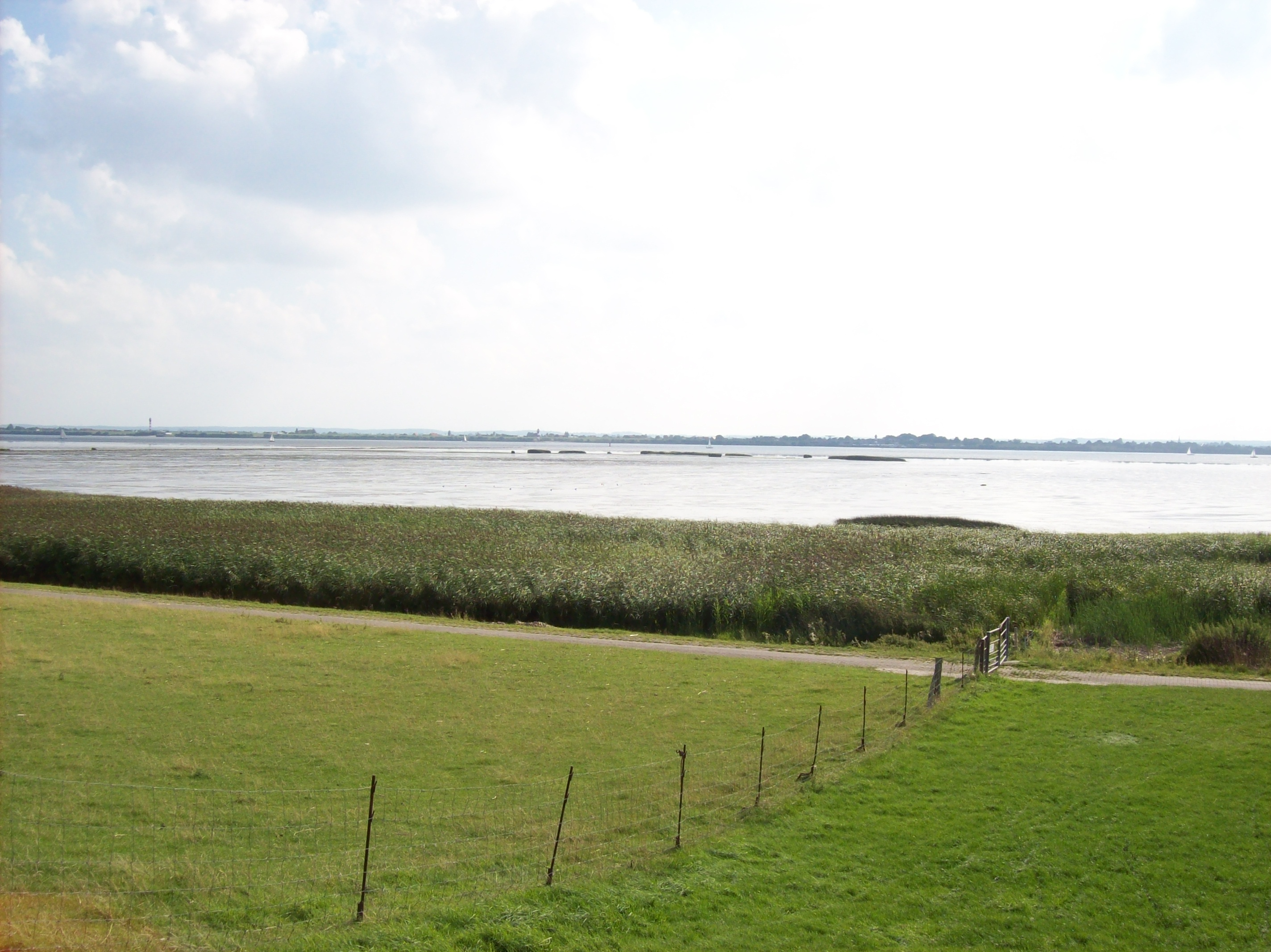
Fährmannssand mit Elbe und Schlickröhricht

Für die Flächen das FFH-Gebietes Schleswig-Holsteinisches Elbästuar und angrenzende Flächen im Funktionsraum 3 sind insgesamt 19 Einzelmaßnahmen im IBP vorgeschlagen worden. Acht dieser Maßnahmenvorschläge sind mit höchster Prioritätsstufe (+++) bedacht worden. Dazu zählen die Ansiedlung des Schierlings-Wasserfenchels bei Wedel oder die Erhaltung der Schlickwatten des Fährmannssander Watts.

### Funktionsraum 4
Das FFH-Gebiet Schleswig-Holsteinisches Elbästuar und angrenzende Flächen beginnt innerhalb des Funktionsraumes 4 des IBP bei Stromkilometer 650 (Nordspitze von Lühesand) bis nach Stromkilometer 683 (Südlich des KKW Brockdorf). Die Nebenflüsse der Elbe auf schleswig-holsteinischem Gebiet sind Teil des Funktionsraumes 7. Zum schleswig-holsteinische Teil gehören neben dem Flusslauf der Elbe der Lauf der Haseldorfer Binnenelbe mit seinen Marschgebieten, die Pagensander Binnenelbe, der Unterlauf der Pinnau von Pinneberg bis zur Mündung in die Elbe, der Unterlauf der Krückau von Elmshorn bis zur Mündung in die Elbe sowie der Unterlauf der Stör von Grönhude bis zur Mündung in die Elbe.

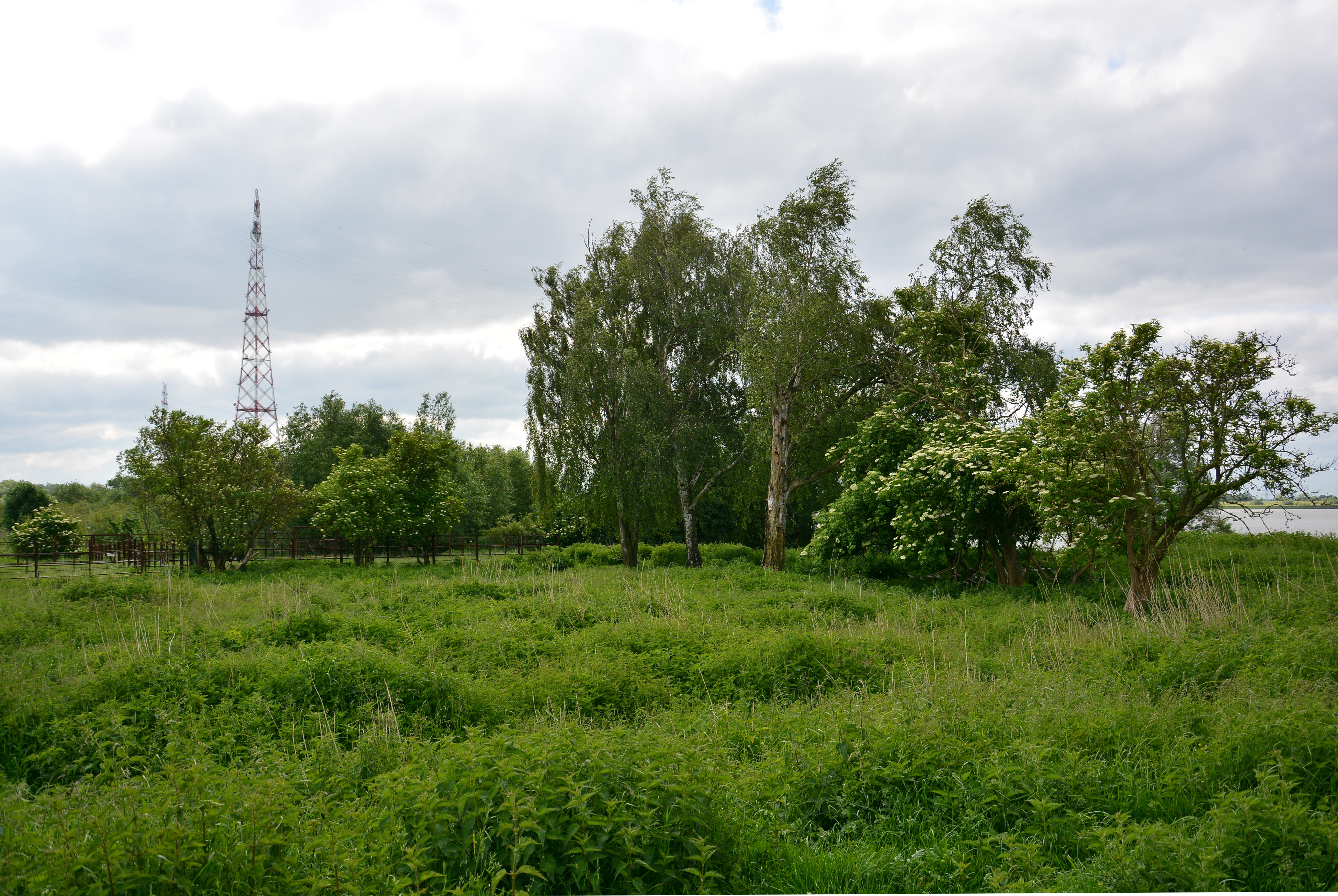
Haseldorfer Binnenelbe
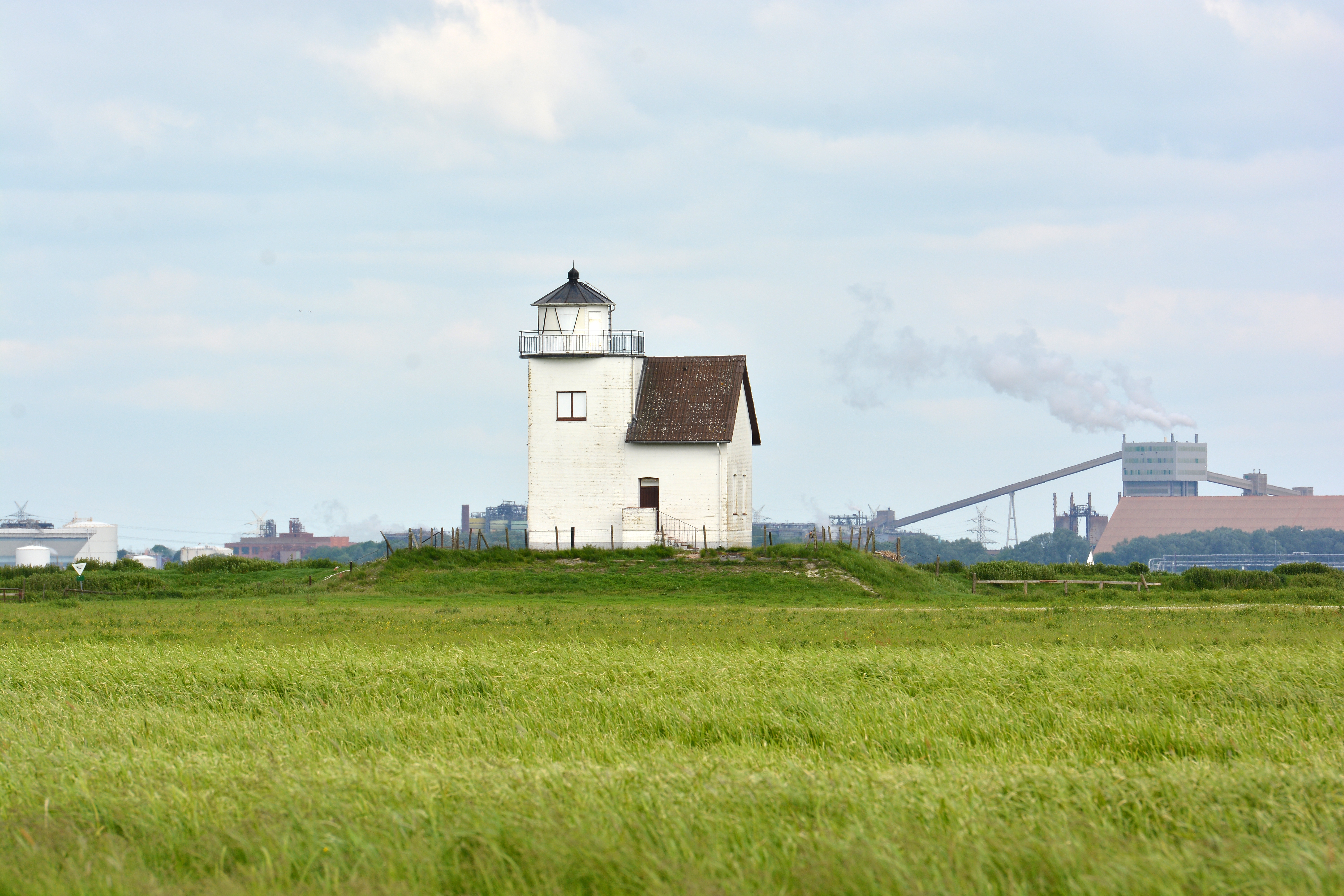
Leuchtturm Julsand
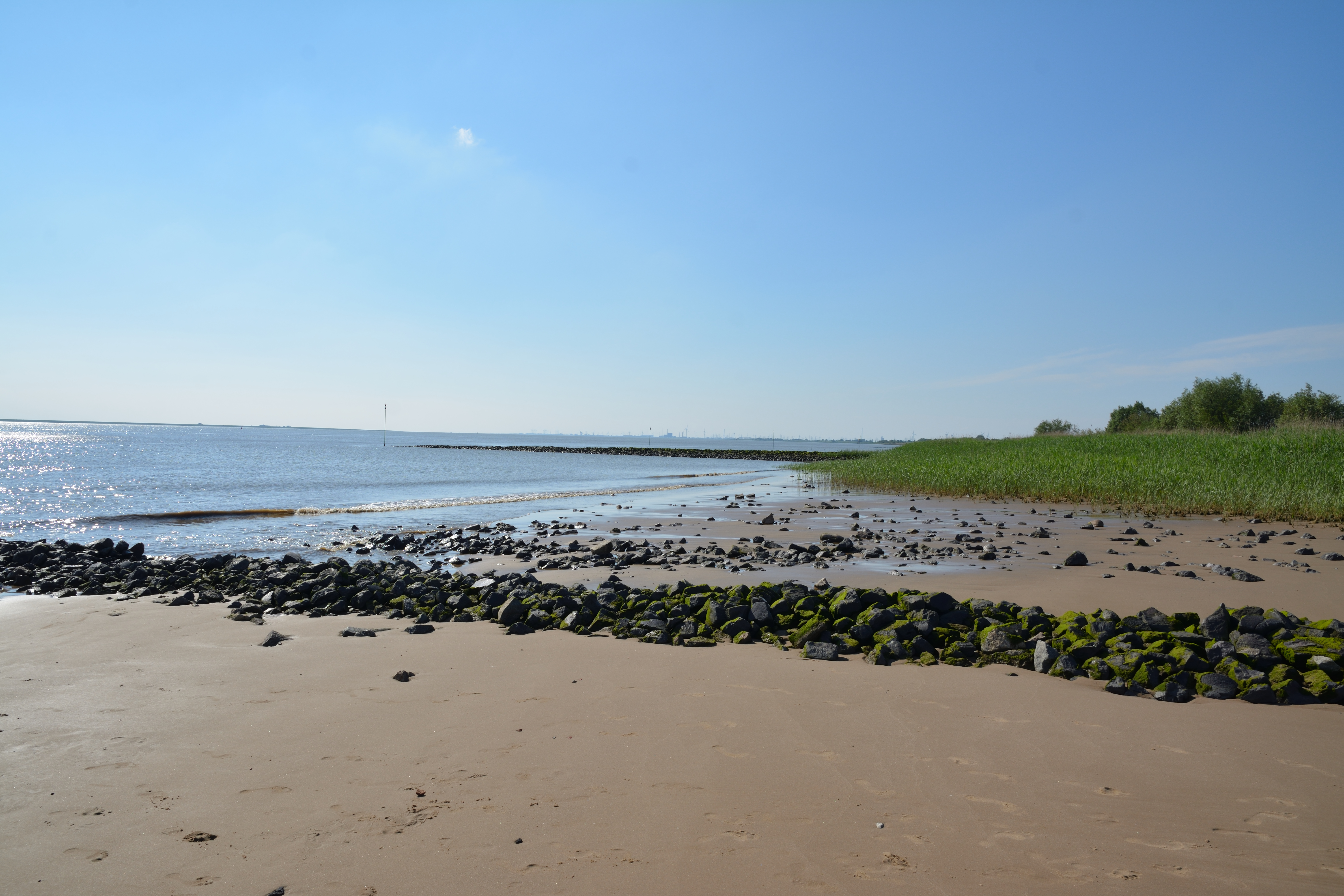
Elbestrand bei Brokdorf
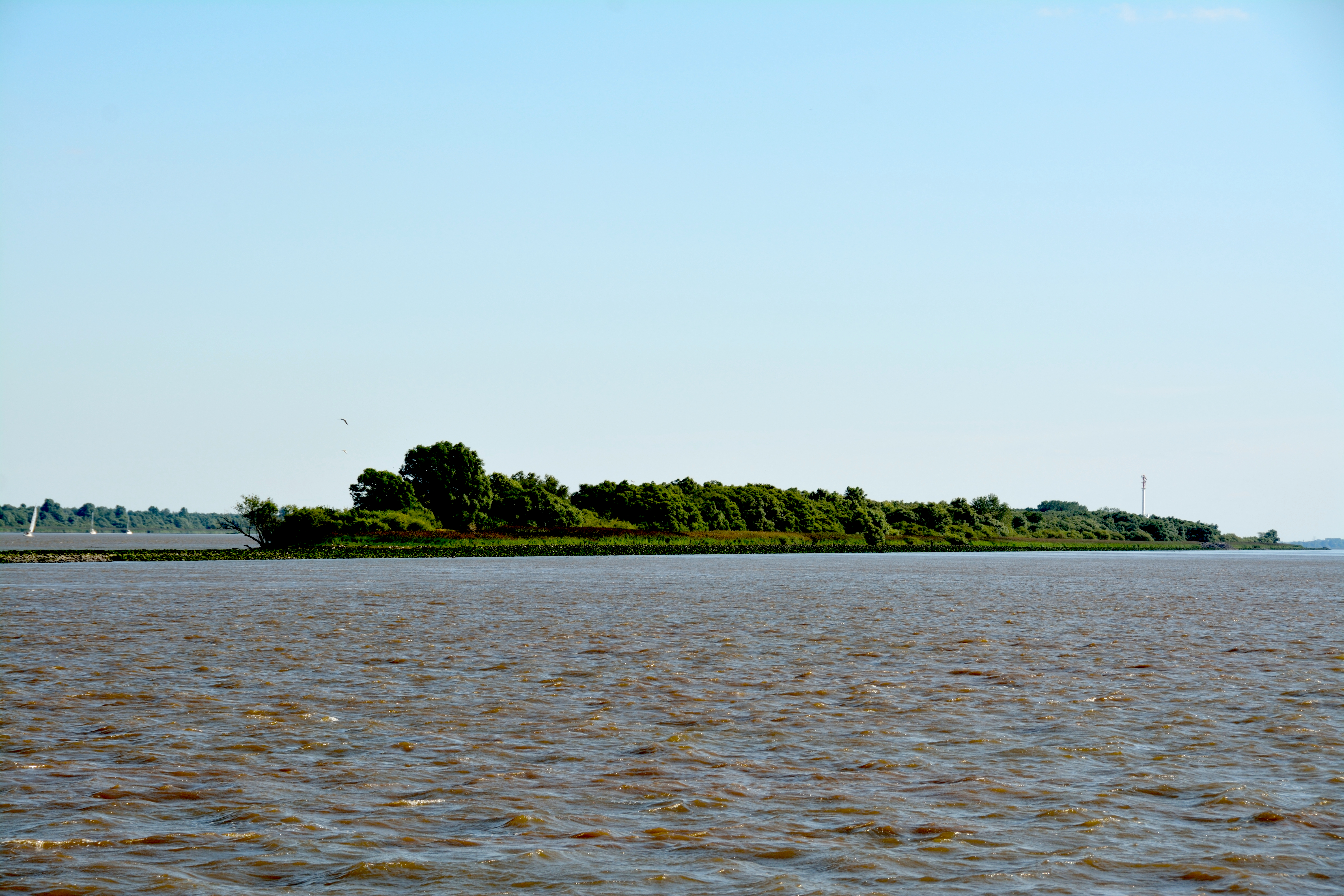
Elbfähre Glückstadt - Wischhafen
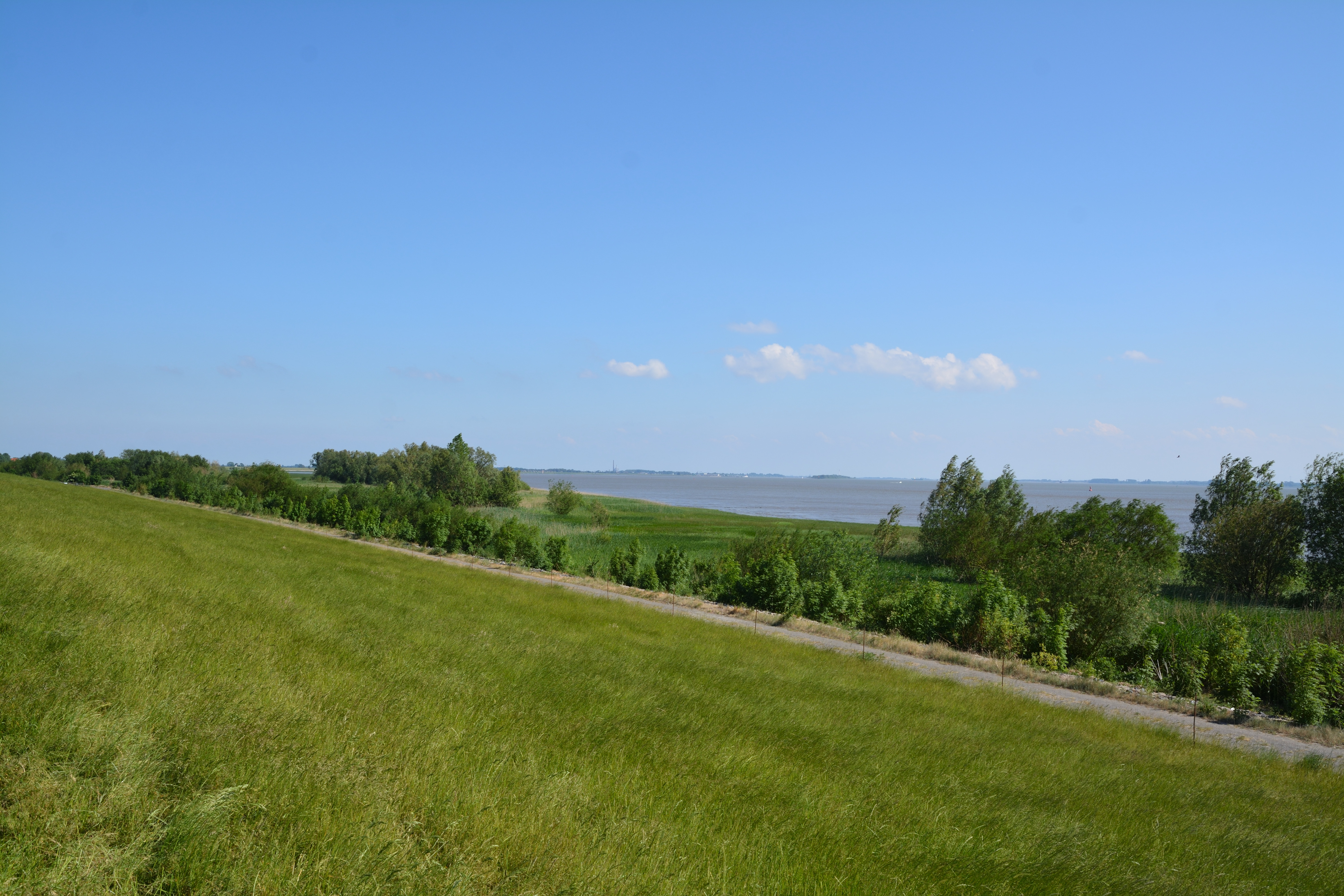
Elbe bei Wewelsfleth

Für die Flächen das FFH-Gebietes Schleswig-Holsteinisches Elbästuar und angrenzende Flächen im Funktionsraum 4 sind insgesamt 51 Einzelmaßnahmen im IBP vorgeschlagen worden.

### Funktionsraum 5
Das FFH-Gebiet Schleswig-Holsteinisches Elbästuar und angrenzende Flächen beginnt innerhalb des Funktionsraumes 5 des IBP bei Stromkilometer 683 (Südlich des KKW Brockdorf) und endet vorm Nordfelder Sand (Westlich von Brunsbüttel). Ein 500 Meter breiter Elbuferstreifen zwischen den Ortsteilen Brunsbüttel-Süd im Osten und Hermannshof im Westen ist als Industriegebiet nicht Teil des Funktionsbereiches 5. Westlich daran liegen die Marschen des Neufelder Fleets. Der vorgelagerte Neufelder Sand bildet das nördliche Ende des Funktionsraumes 5.

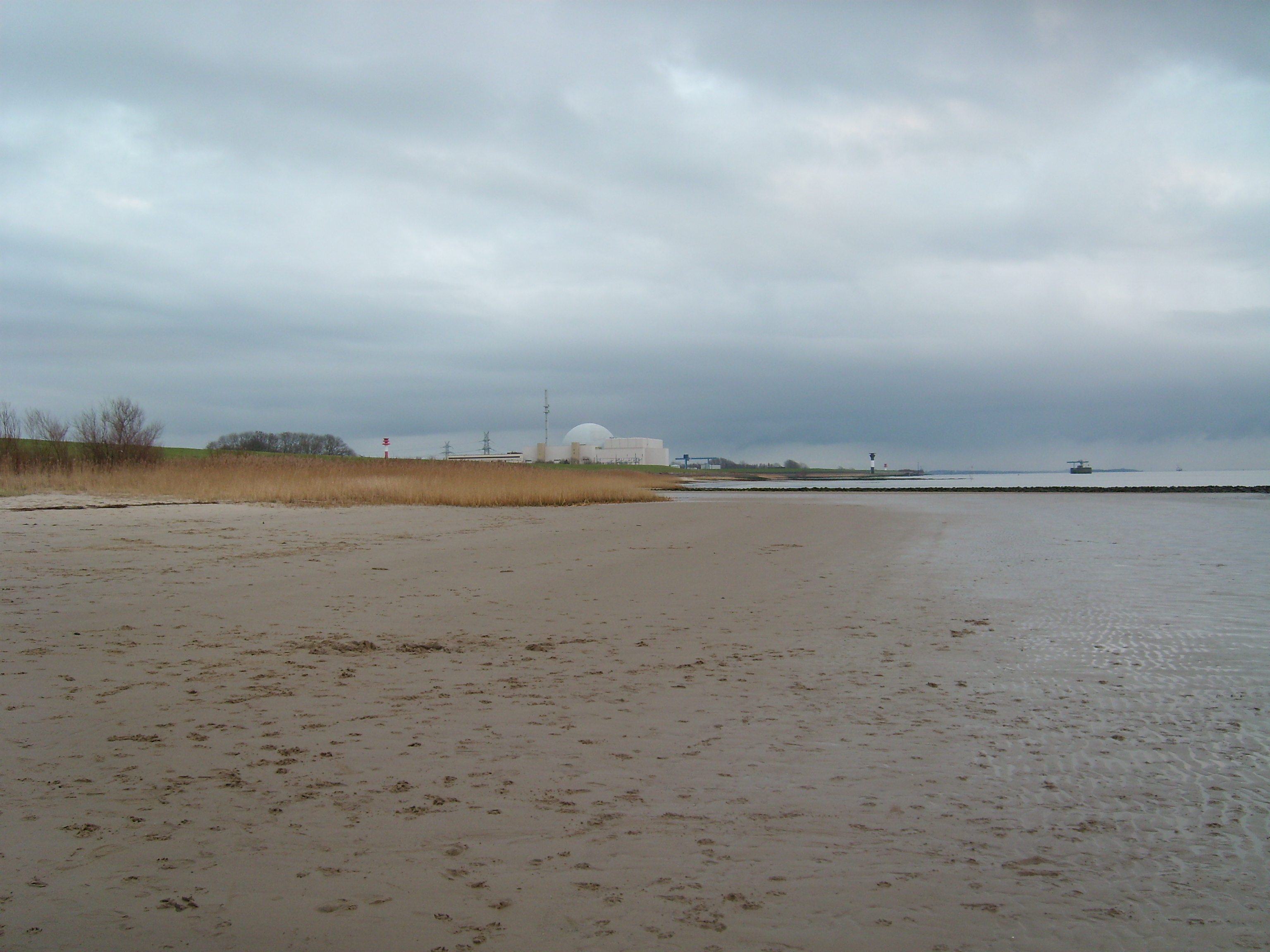
Elbmarsch bei Brokdorf
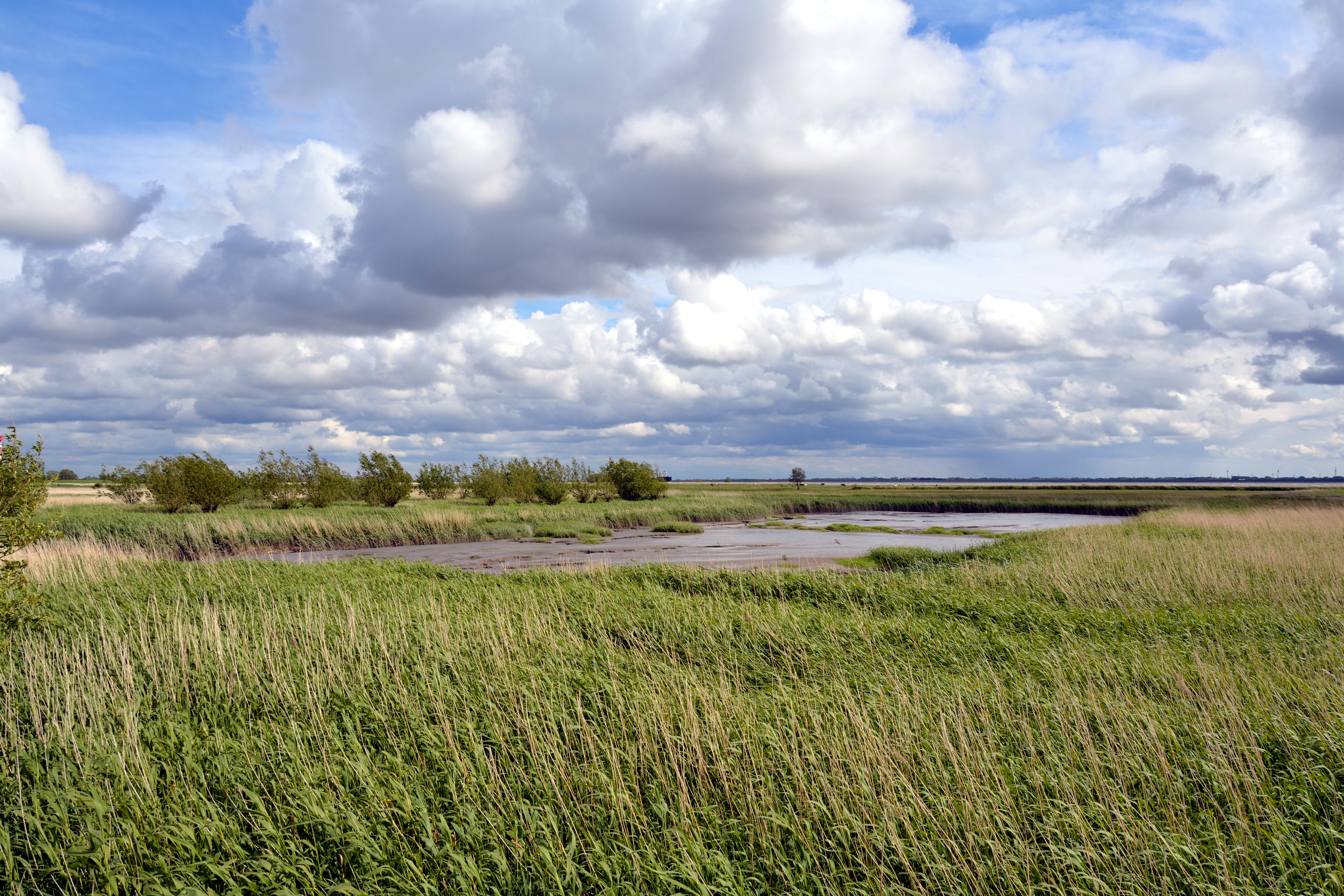
Vogelschutzgebiet St. Margarethen
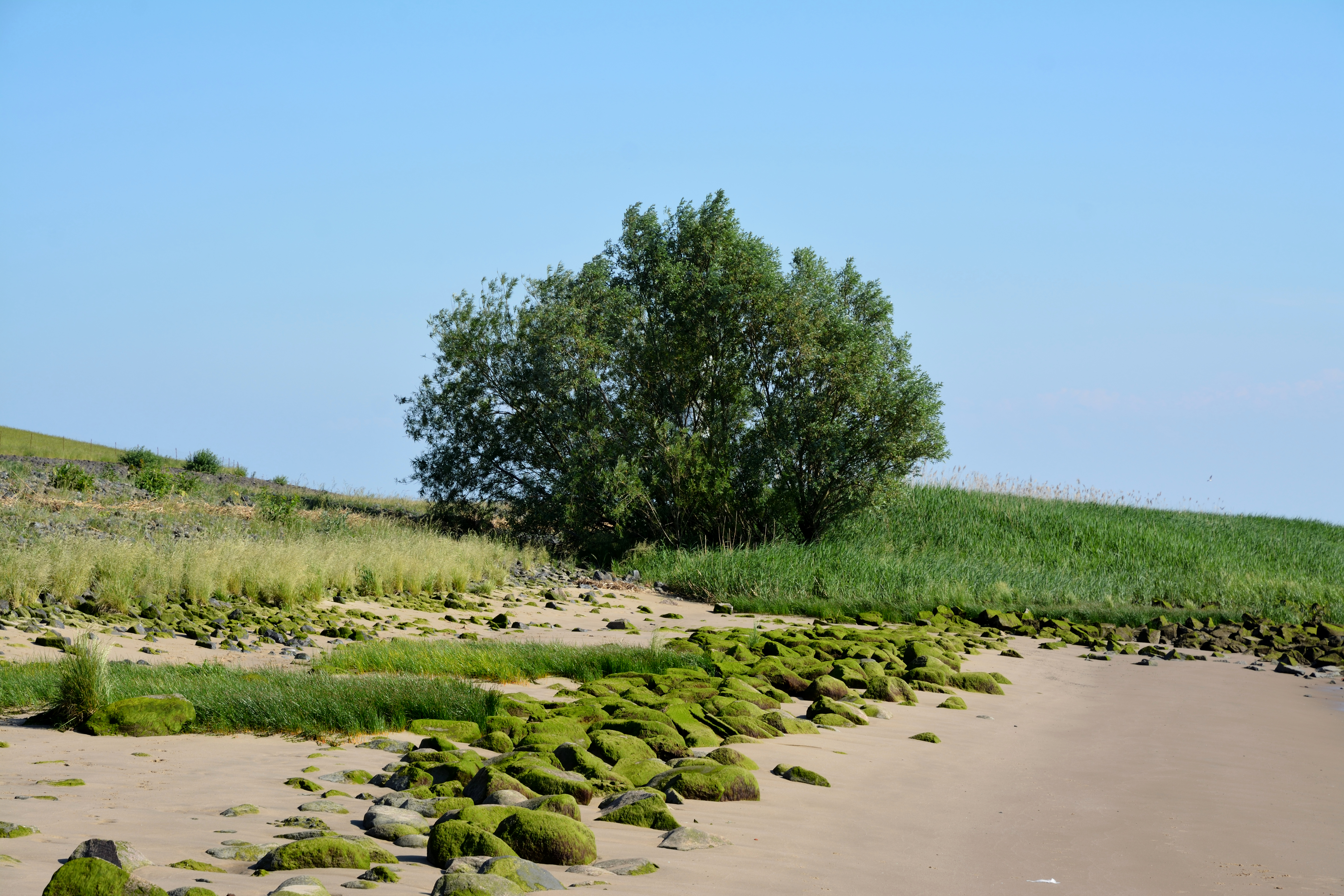
Elbstrand bei Brockdorf
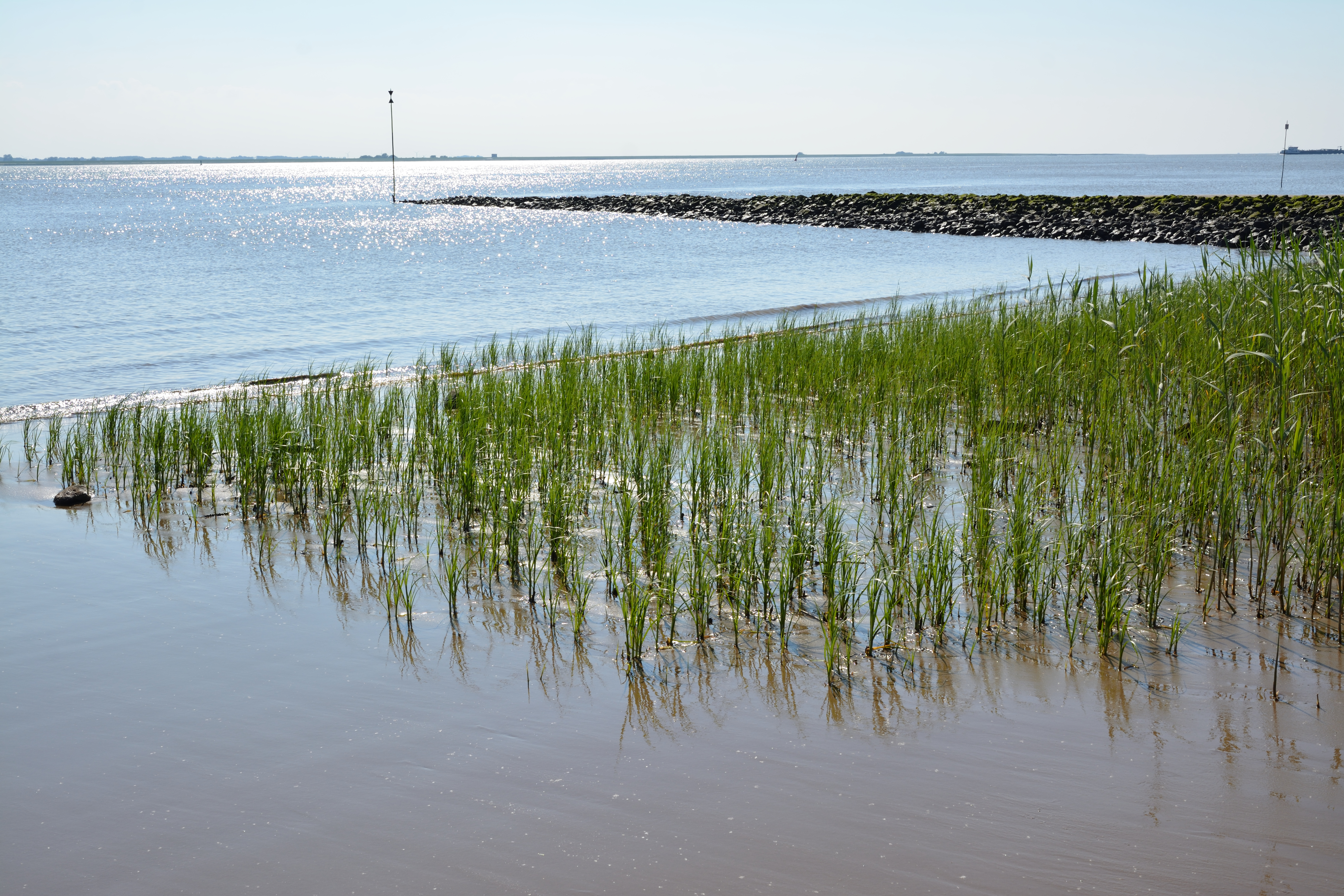
Marsch mit Röhrricht bei Brockdorf
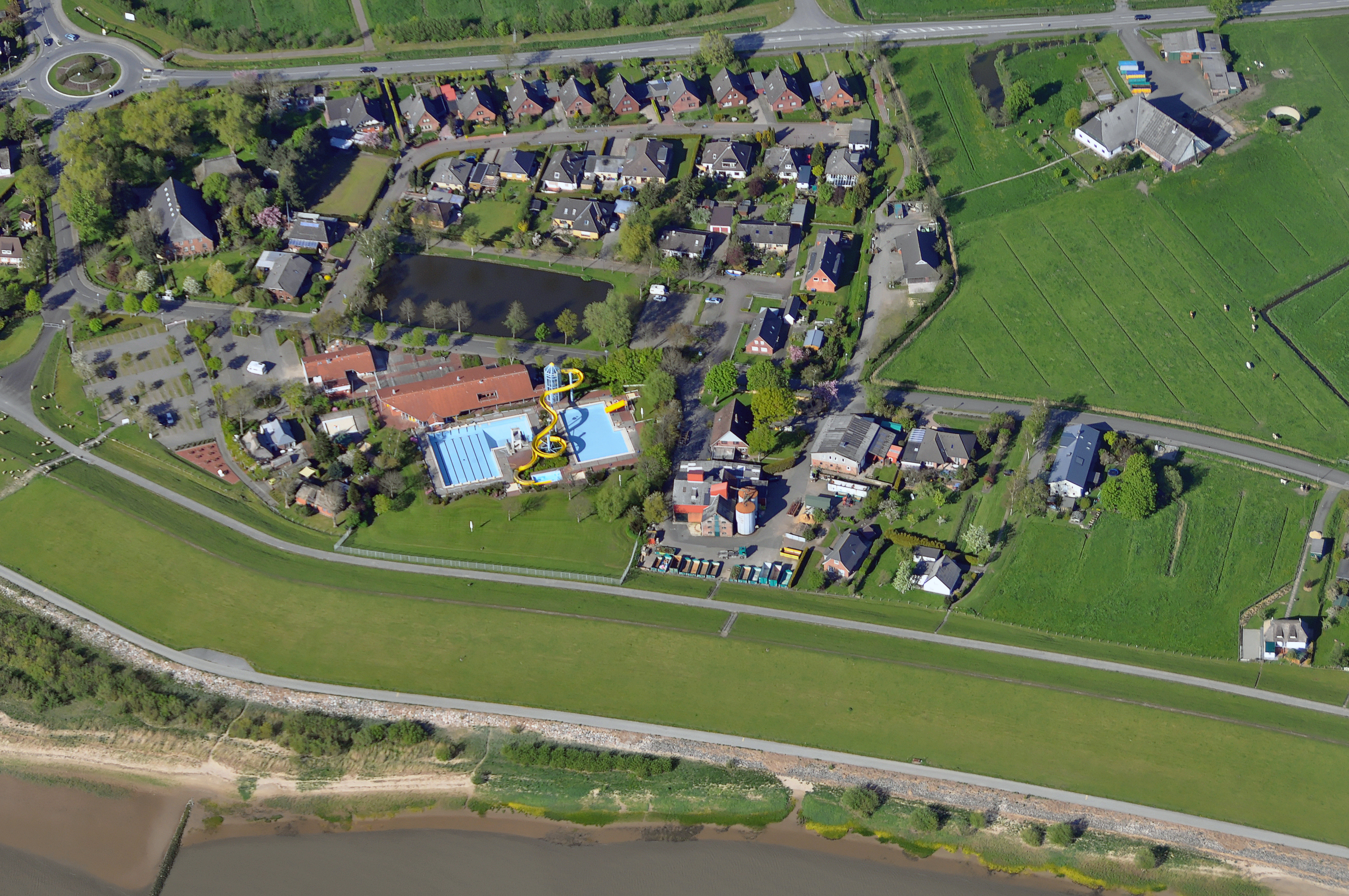
Elbmarsch bei Brockdorf

Für die Flächen das FFH-Gebietes Schleswig-Holsteinisches Elbästuar und angrenzende Flächen im Funktionsraum 5 sind insgesamt 10 Einzelmaßnahmen im IBP vorgeschlagen worden.

### Funktionsraum 6
Das FFH-Gebiet Schleswig-Holsteinisches Elbästuar und angrenzende Flächen beginnt innerhalb des Funktionsraumes 6 des IBP westlich von Brunsbüttel und umfasst den Neufelder Sand, den südlichen Bereich der Medemrinne, den Medemgrund und den schleswig-holsteinischen Teil der Fahrrinne der Elbe bis 4,5 Kilometer nördlich der Nordspitze von Cuxhaven.

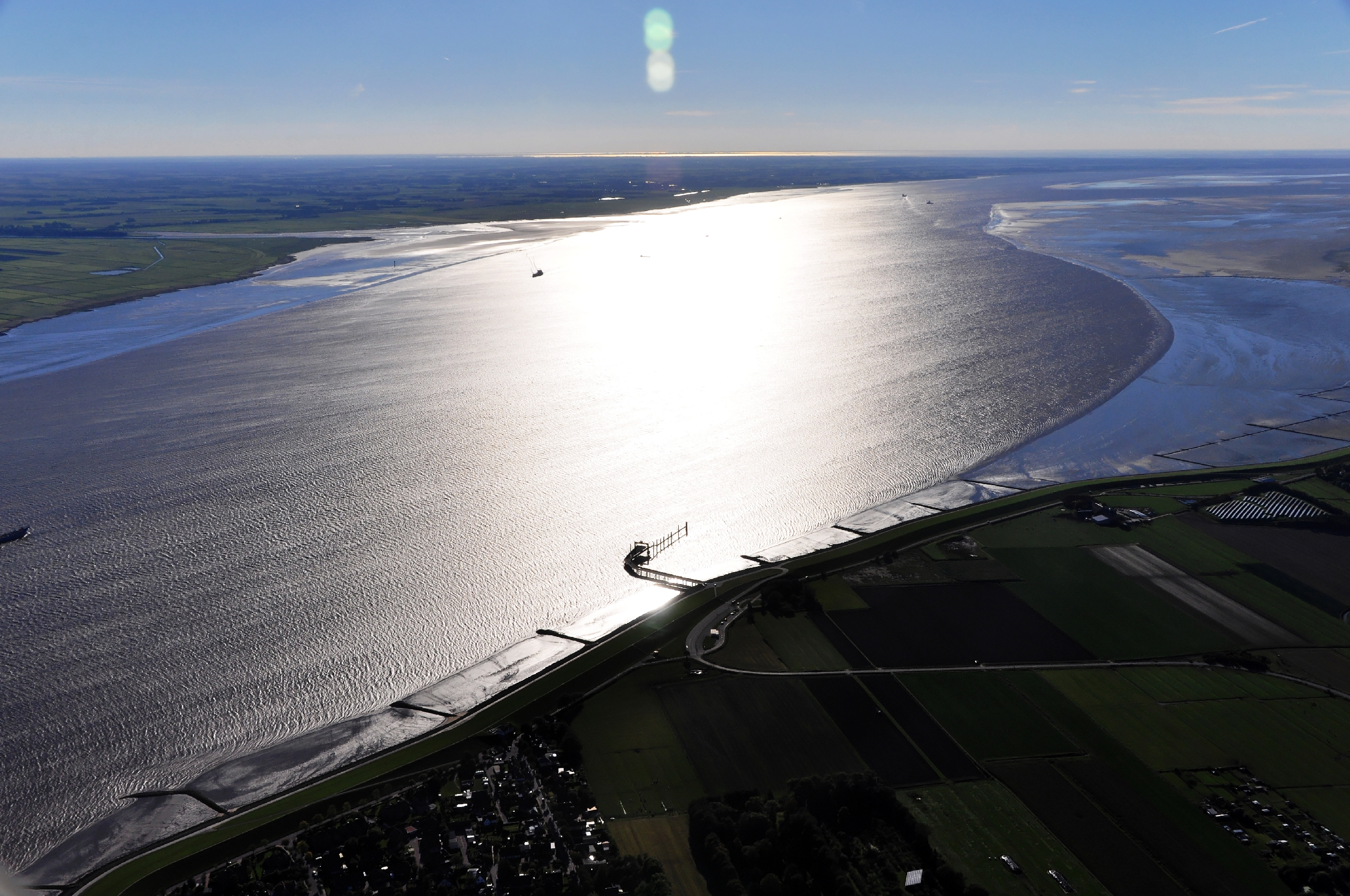
Rechts Neuenfelder Sand, links Mündung der Oste in die Elbe
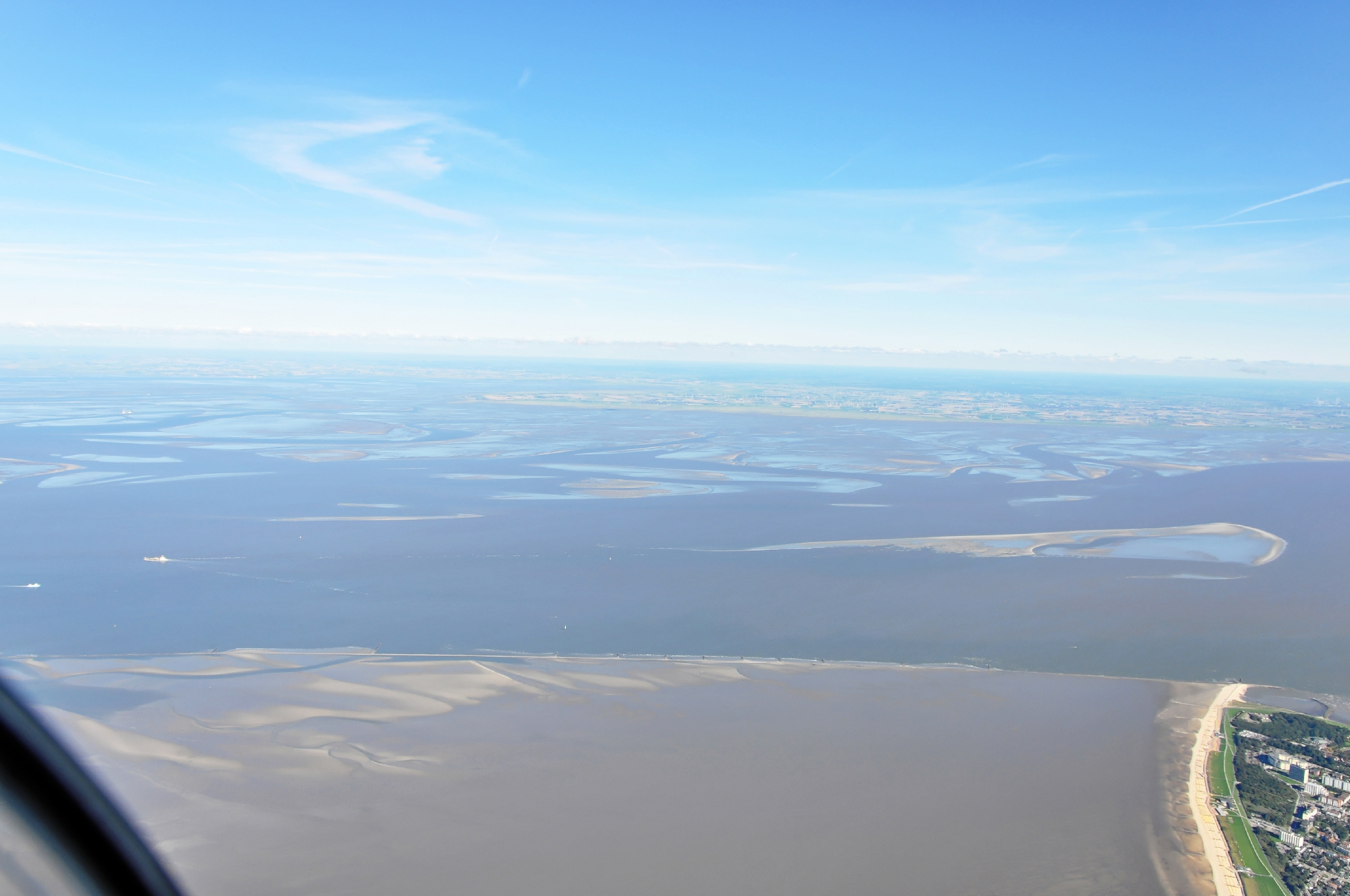
Nordspitze des FFH-Gebietes nördlich Cuxhavens
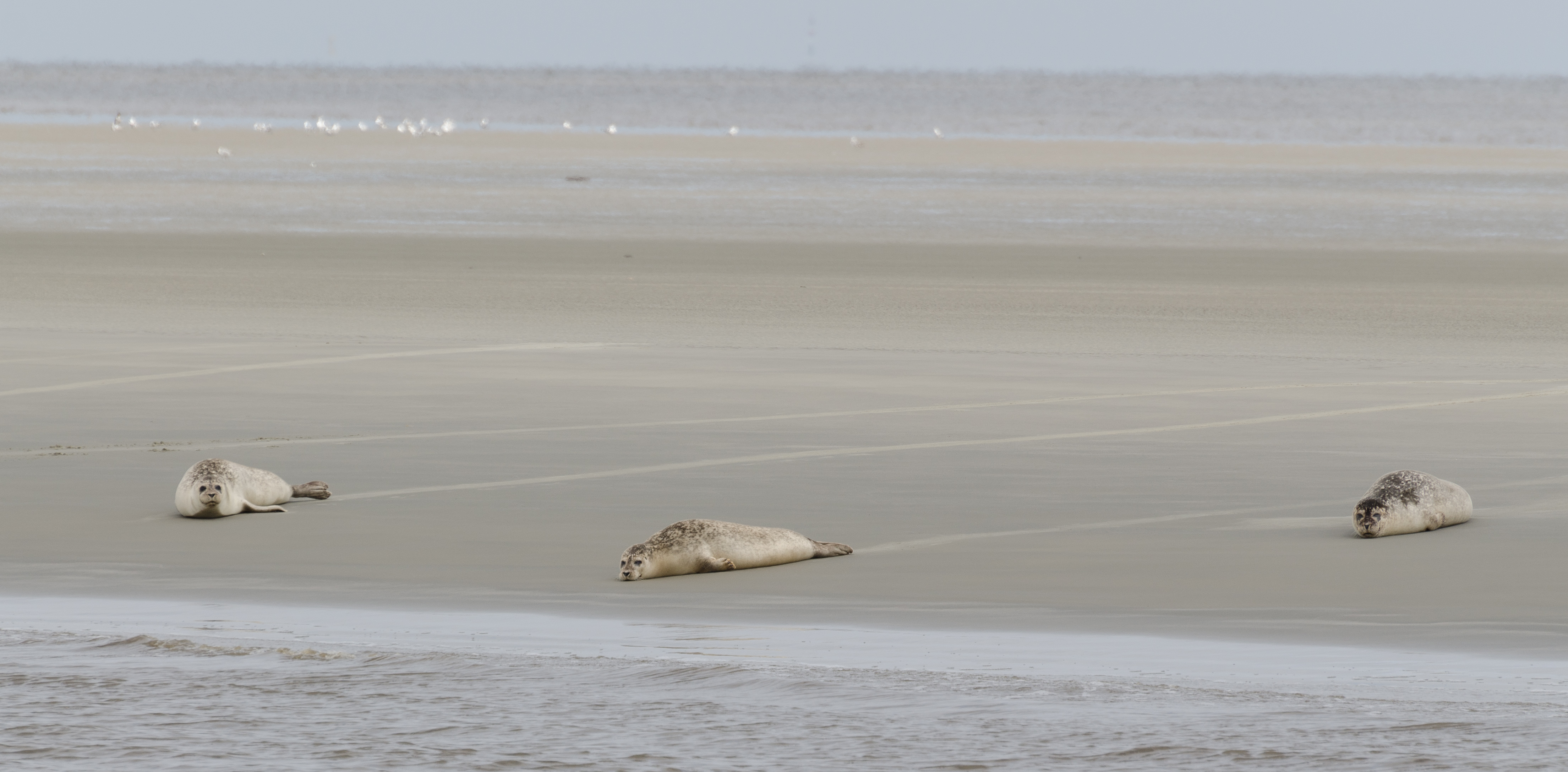
Seehunde auf dem Medemgrund im schleswig-holsteinischem Teil des Elbästuars

Für die Flächen das FFH-Gebietes Schleswig-Holsteinisches Elbästuar und angrenzende Flächen im Funktionsraum 6 sind insgesamt 5 Einzelmaßnahmen im IBP vorgeschlagen worden. Davon hat der Schutz der Seeschwalbenbrutplätze im Neufelder Vorland die höchste Prioritätsstufe (+++) erhalten.

### Funktionsraum 7
Das FFH-Gebiet Schleswig-Holsteinisches Elbästuar und angrenzende Flächen besteht innerhalb des Funktionsraumes 7 des IBP aus den Unterläufen der Flüsse Pinnau, Krückau und Stör.
Die Pinnau ist vom Pinnausperrwerk kurz vor der Mündung in die Elbe bis hinauf bis zur Brücke der Landesstraße L 106 über die Pinnau in Pinneberg Teil des FFH-Gebietes.

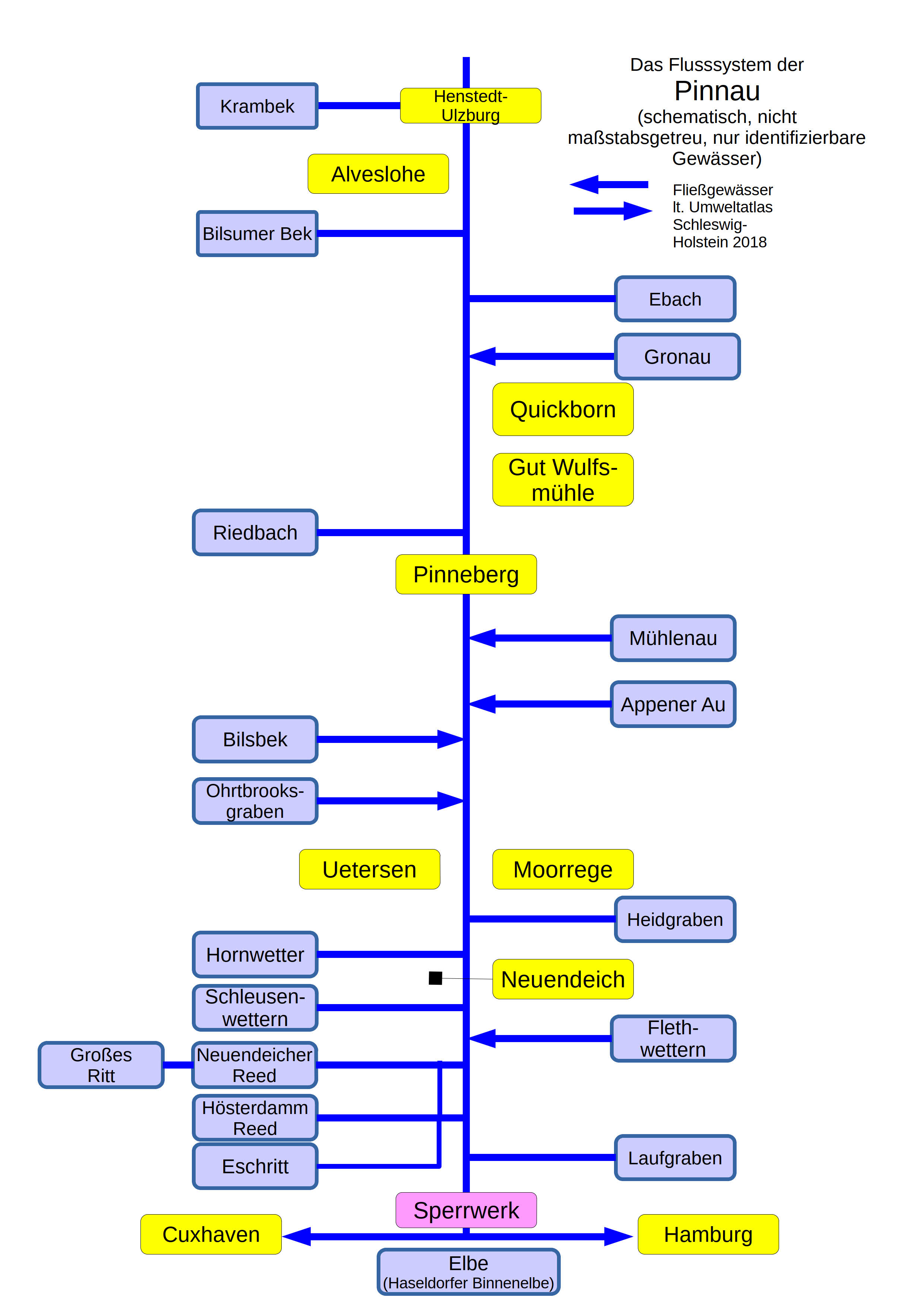
Pinnau mit Nebenflüssen
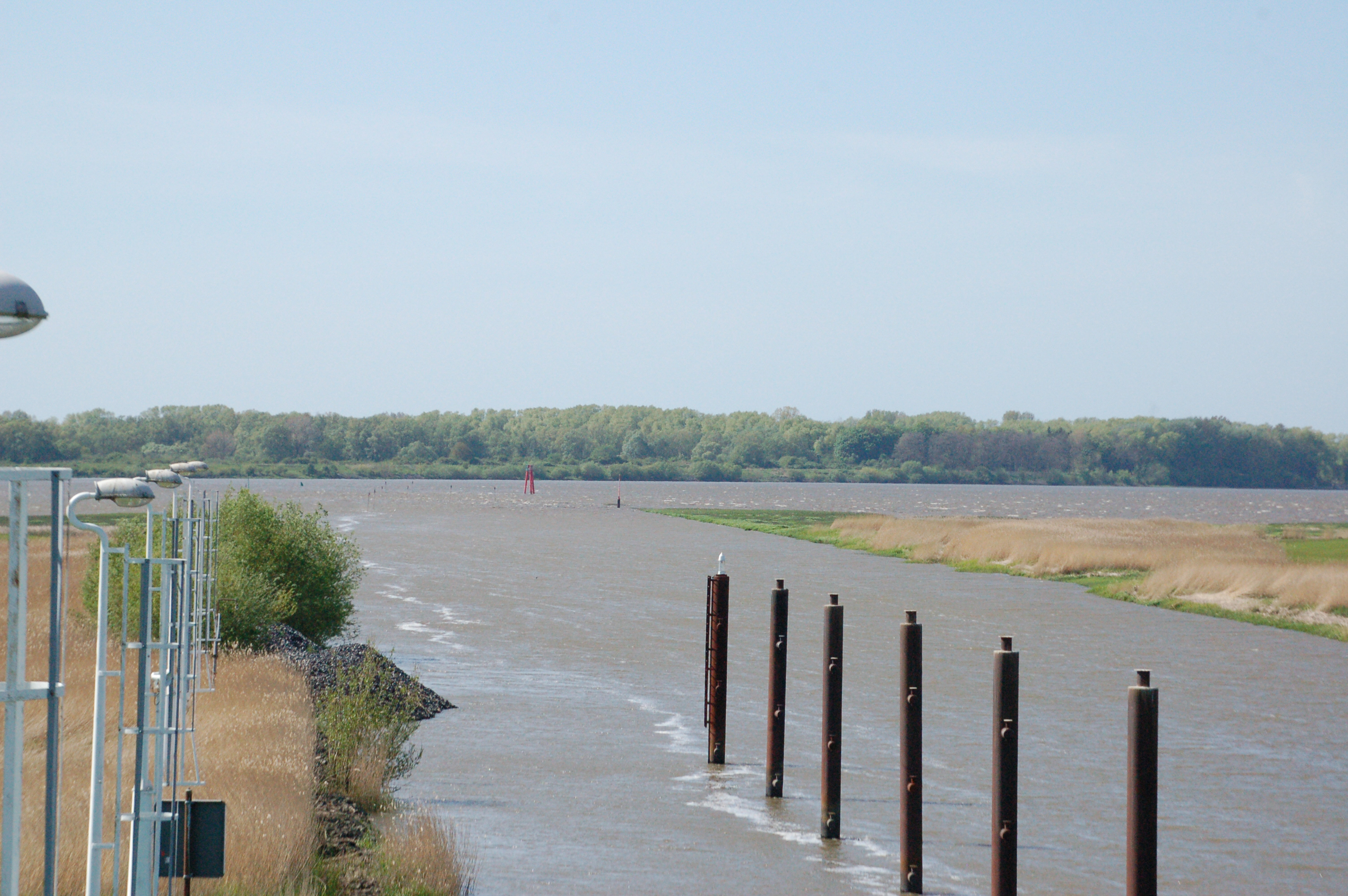
Pinnau mündet in die Nebenelbe
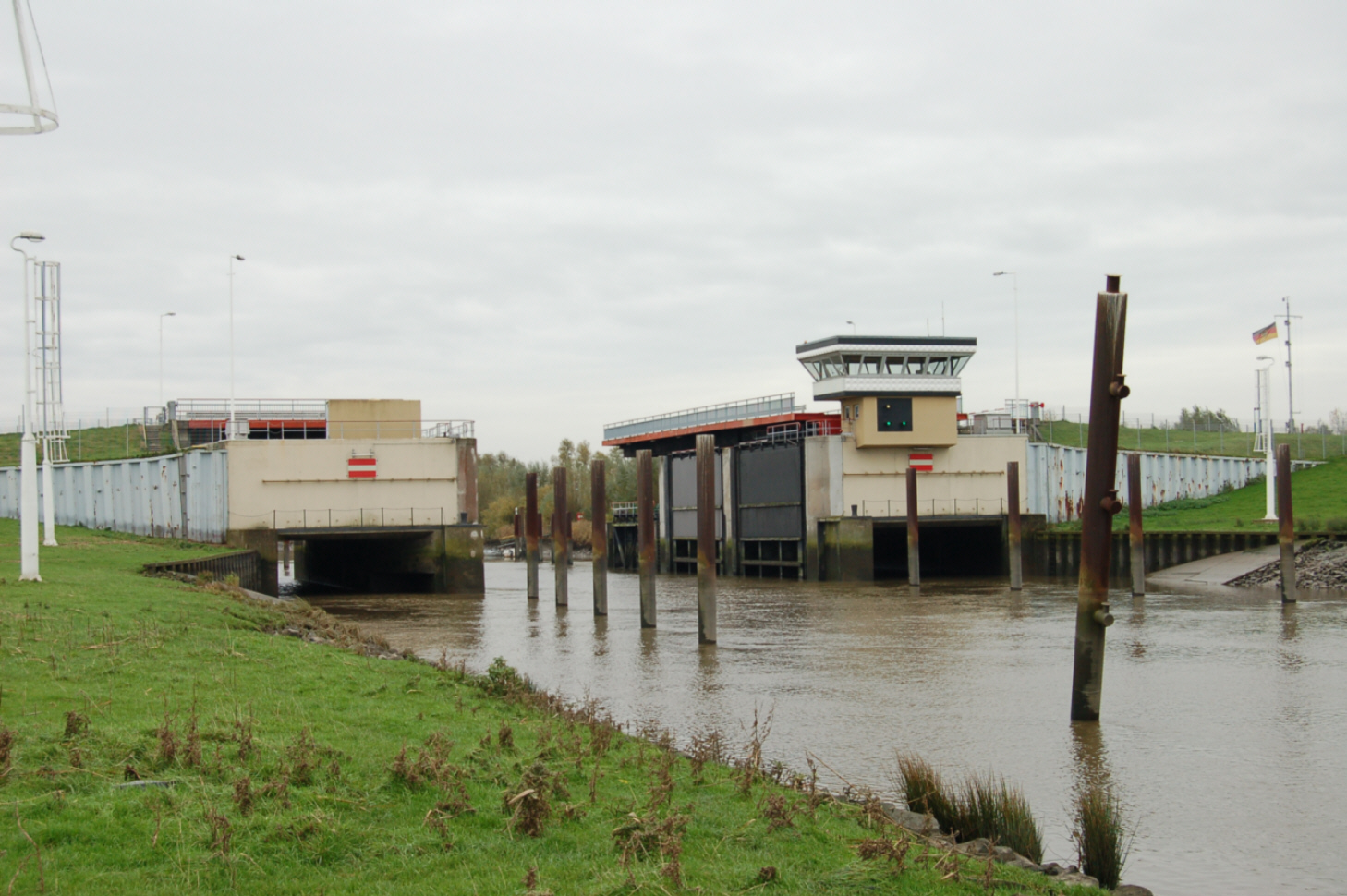
Pinnausperrwerk
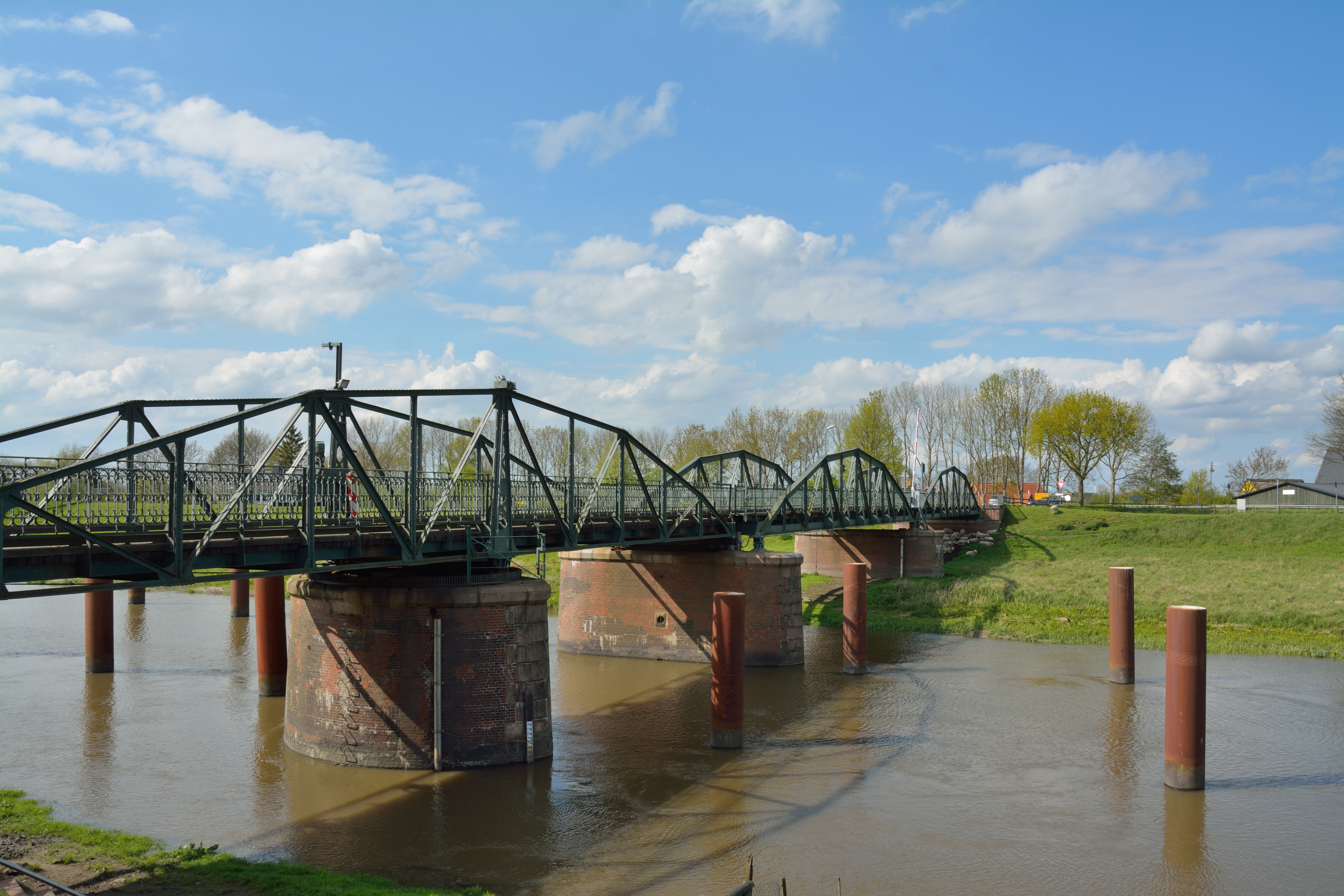
Drehbrücke über die Pinnau
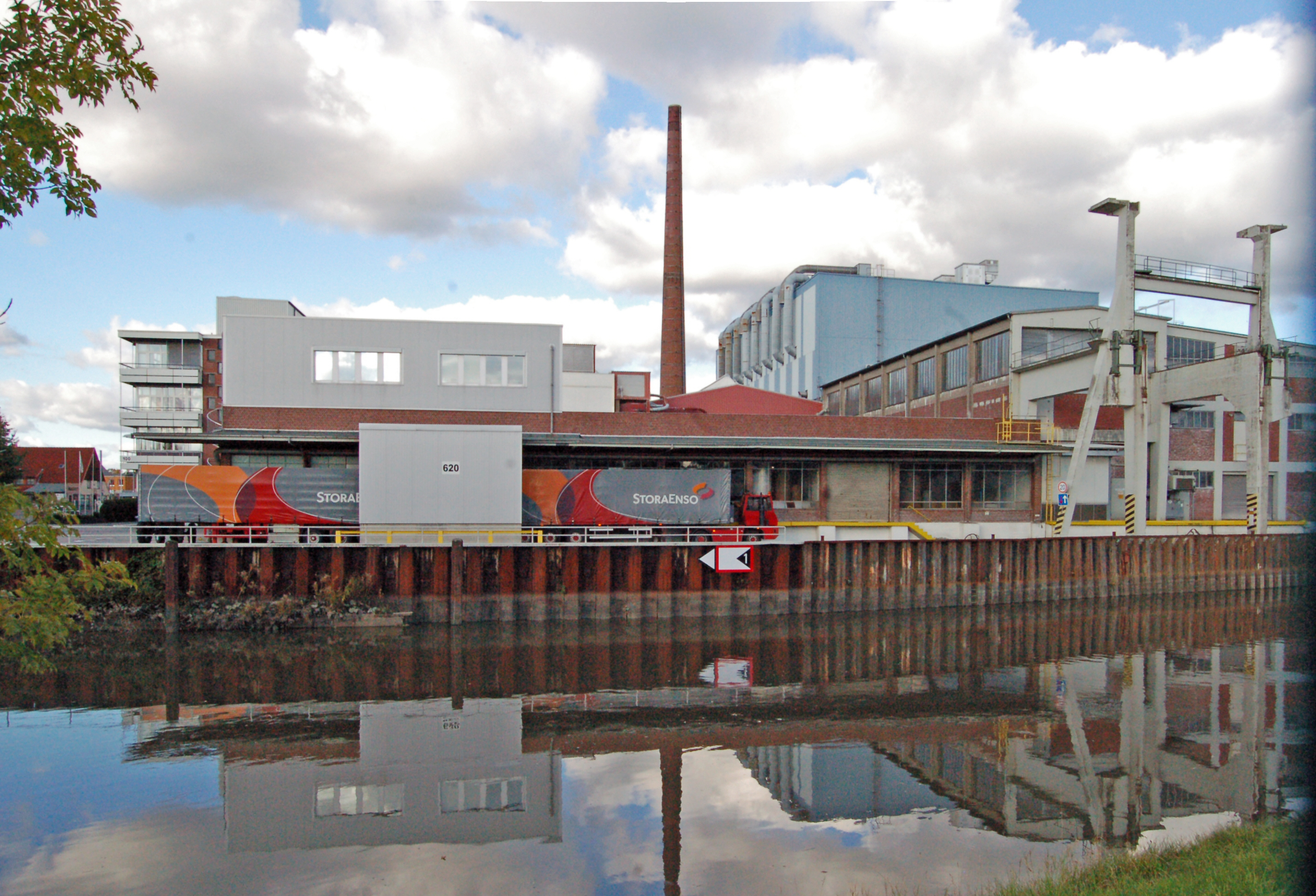
Pinnau in Uetersen

Die Krückau ist vom Krückausperrwerk kurz vor der Mündung in die Elbe bis hinauf an die westliche Gemeindegrenze von Elmshorn Teil des FFH-Gebietes. Dort beginnt das FFH-Gebiet Obere Krückau.

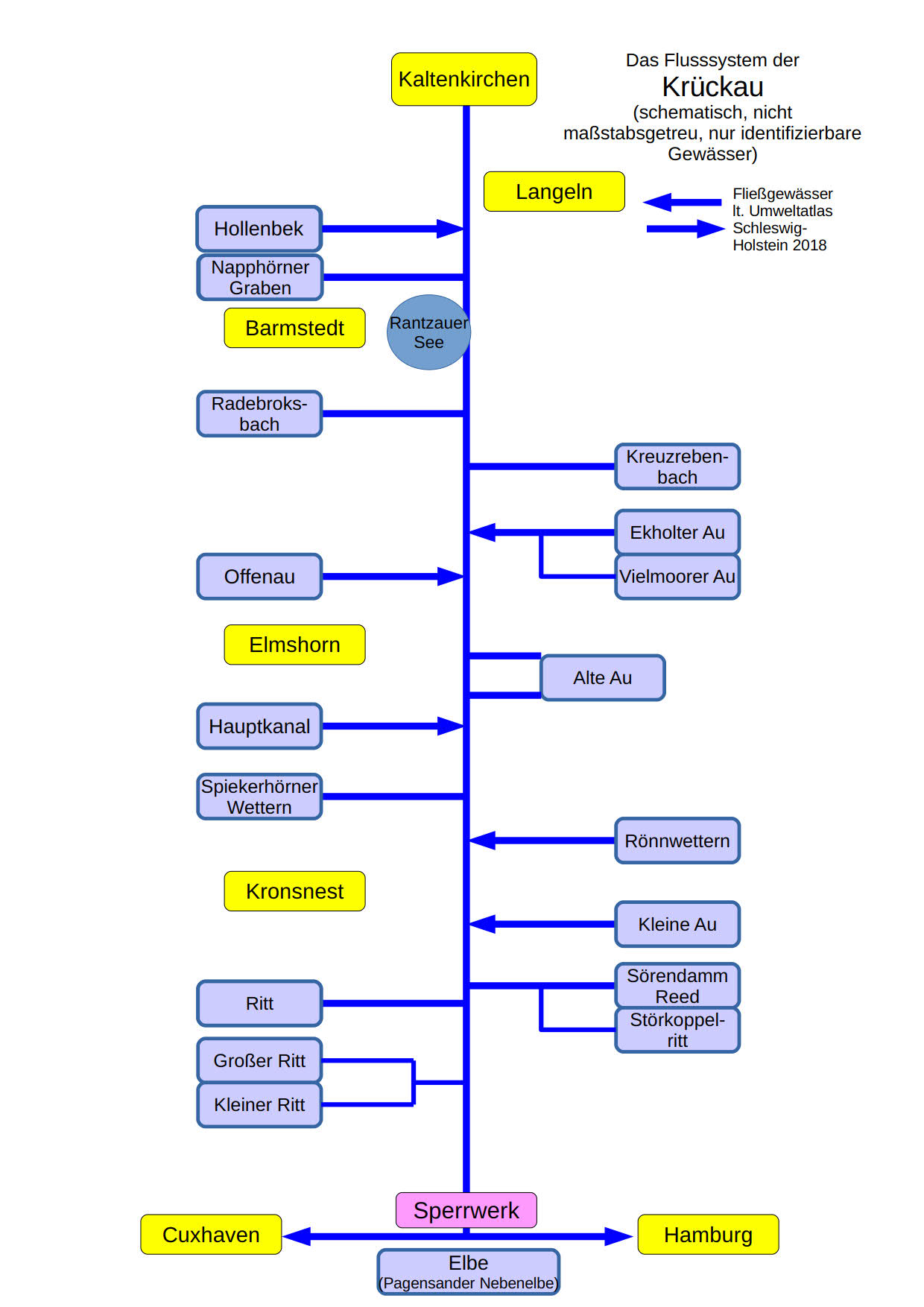
Krückau mit Nebenflüssen
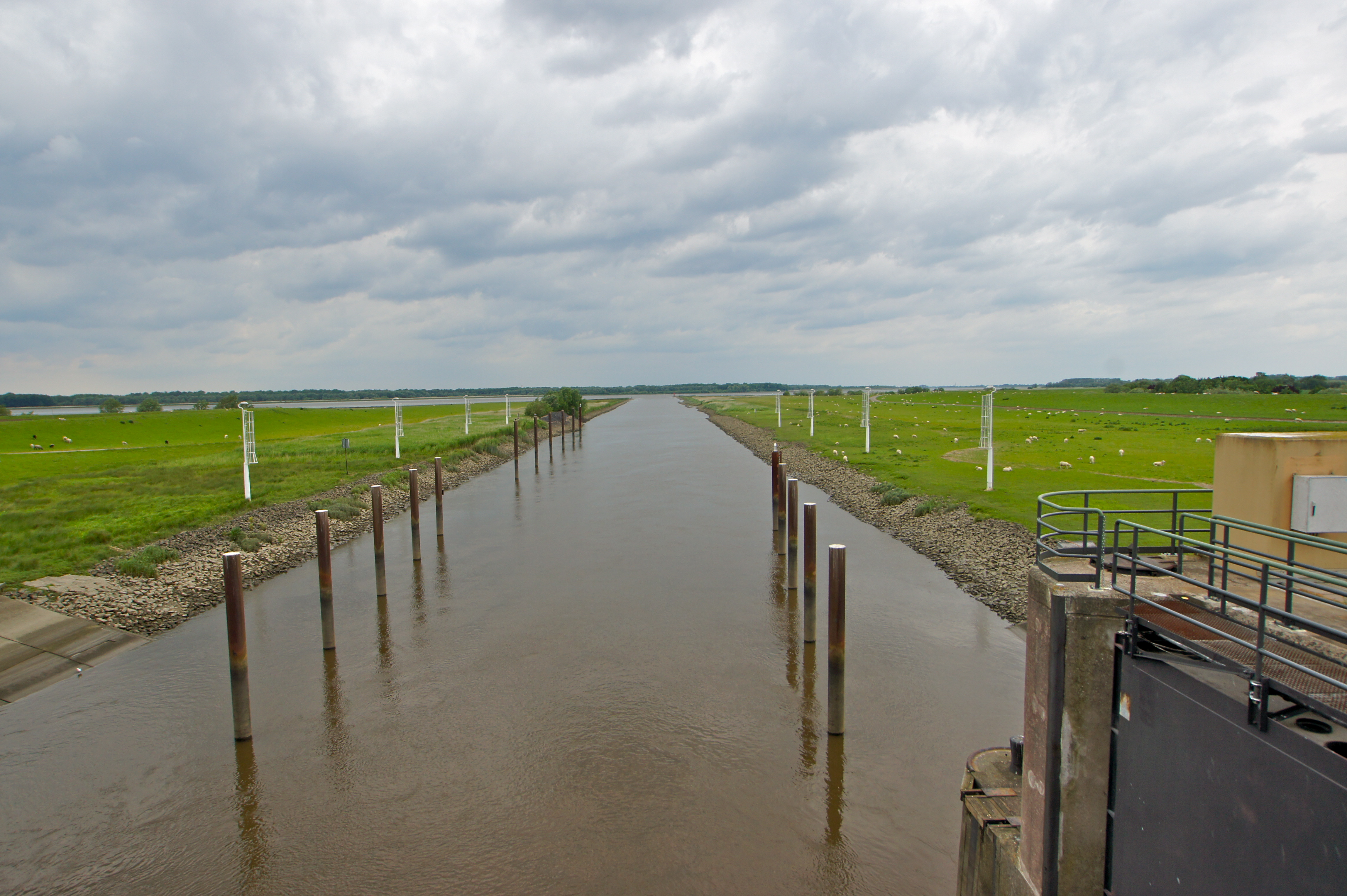
Krückau kurz vor der Mündung in die Elbe
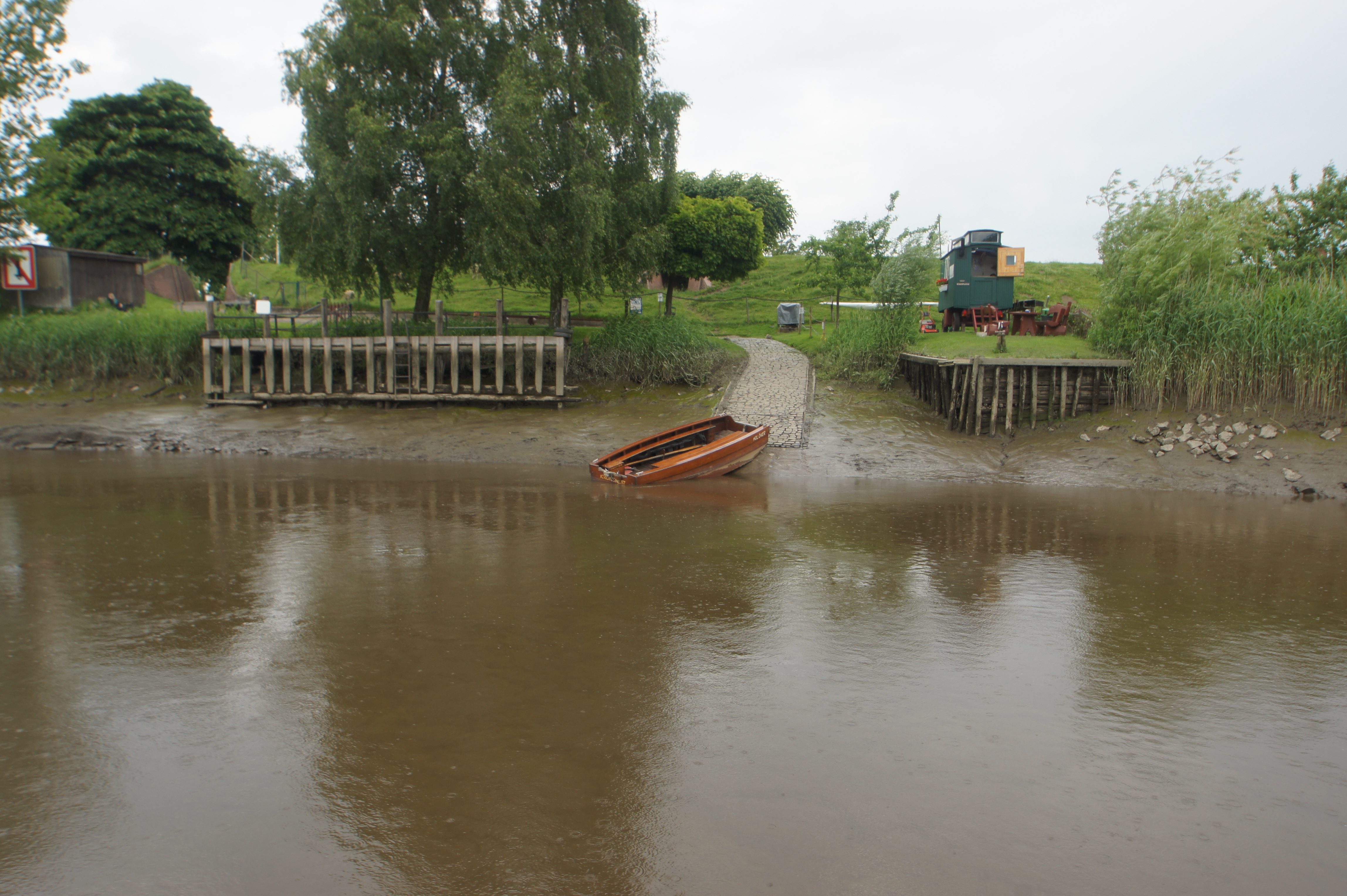
Krückau bei der Fähre Kronsnest
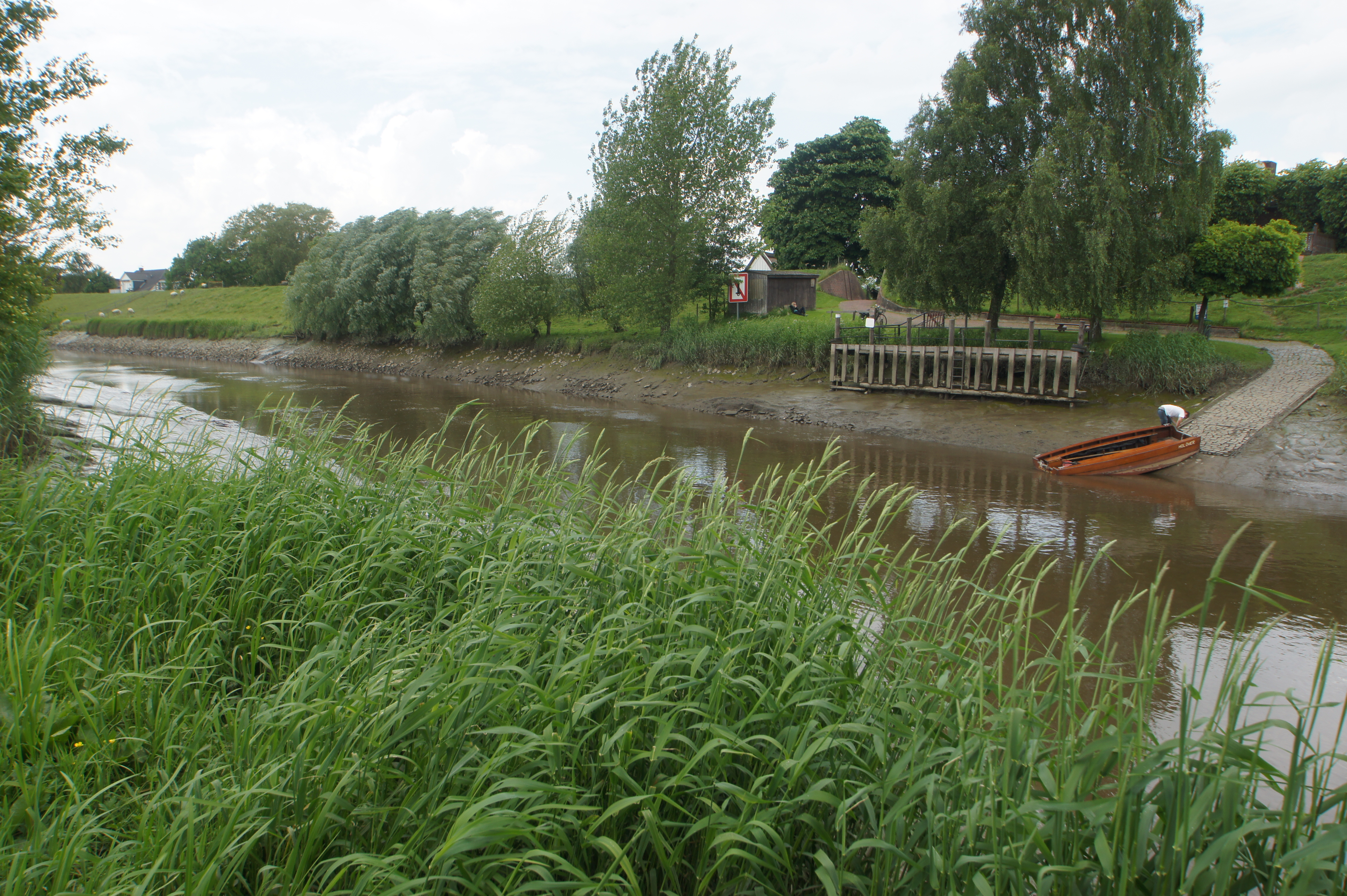
Krückau bei der Fähre Kronsnest

Die Stör ist vom Störsperrwerk in Wewelsfleth kurz vor der Mündung in die Elbe bis zur Störbrücke der Landesstraße 115 in Wittenbergen Teil des FFH-Gebietes.

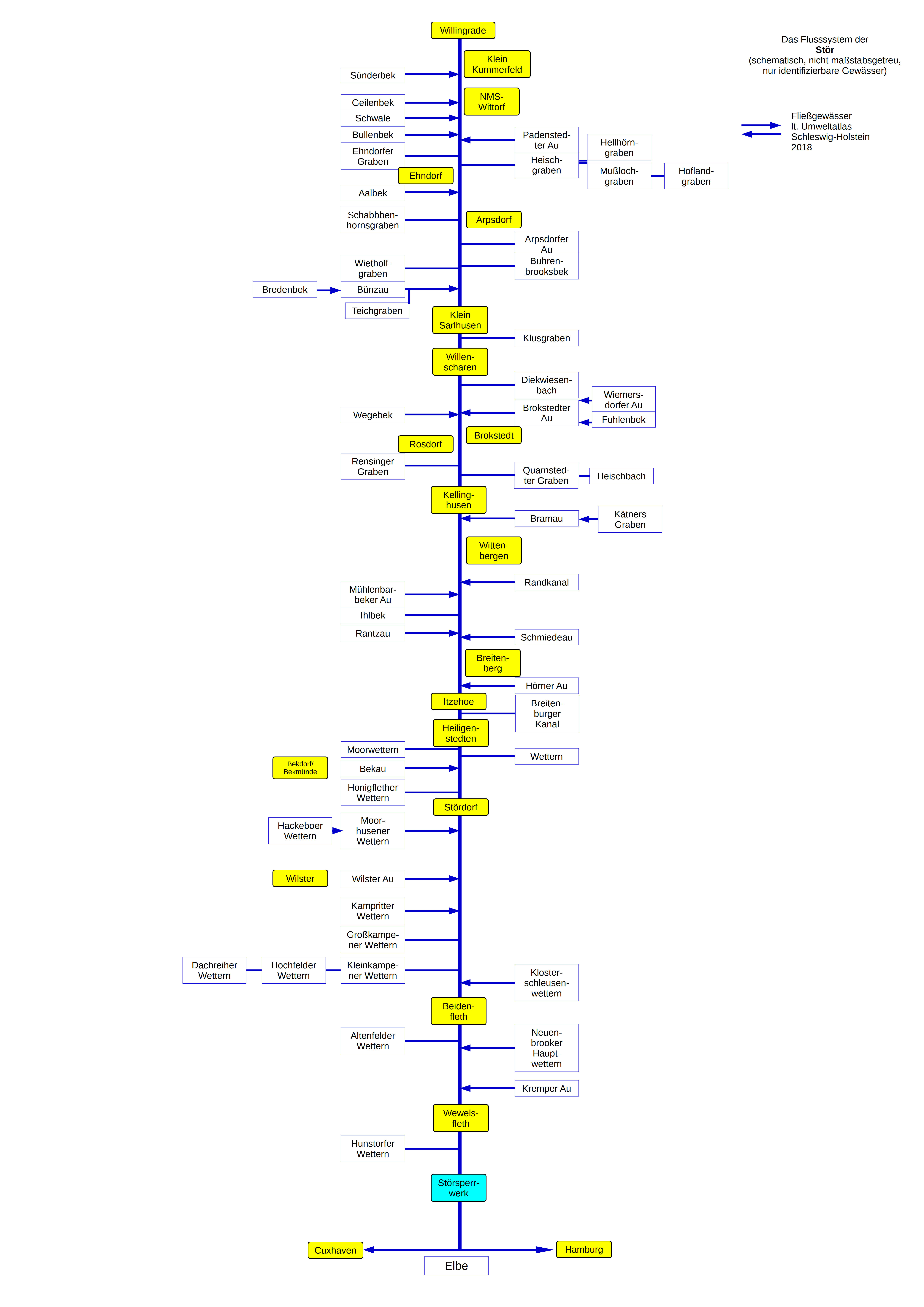
Stör mit Nebenflüssen
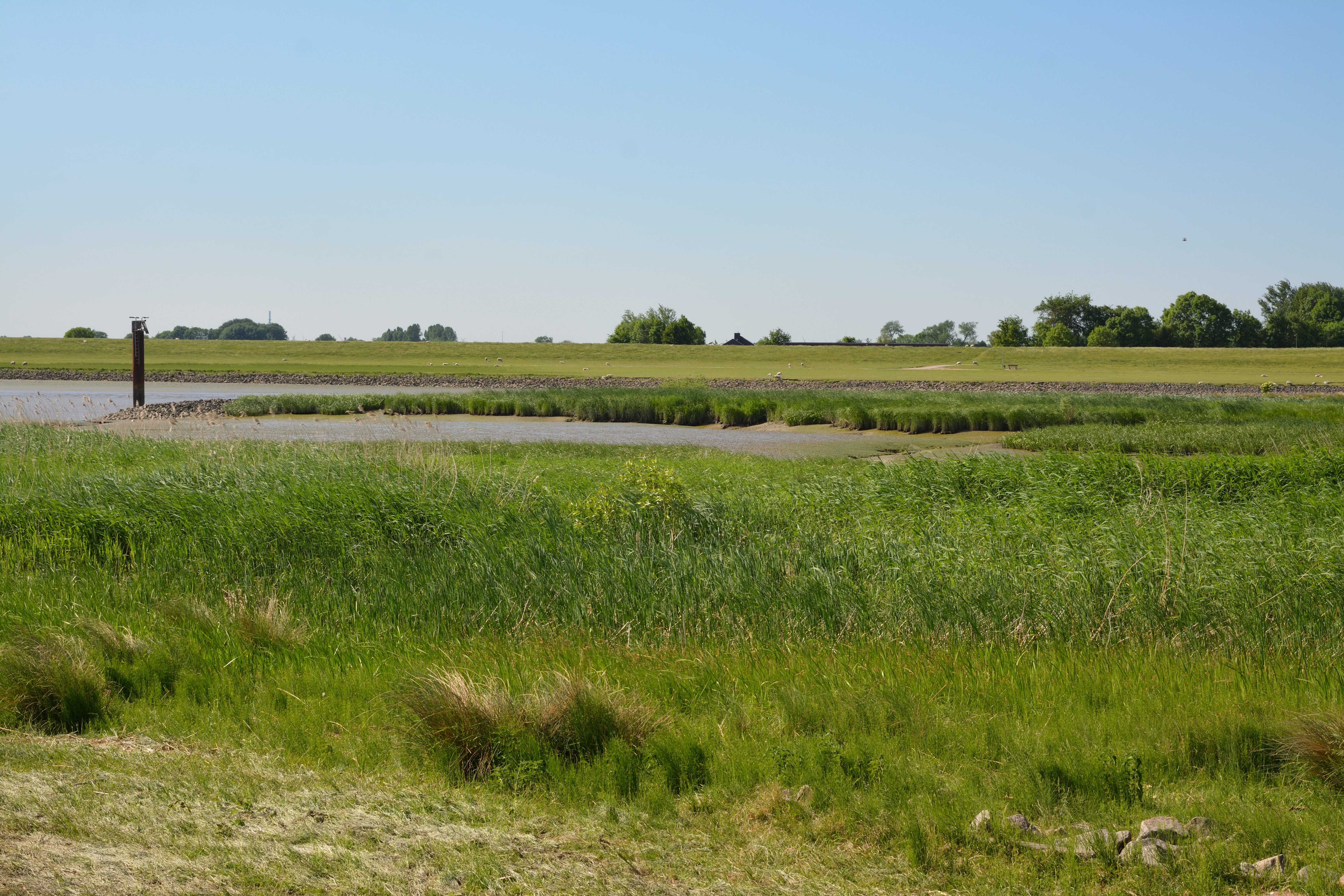
Störmündung in die Elbe
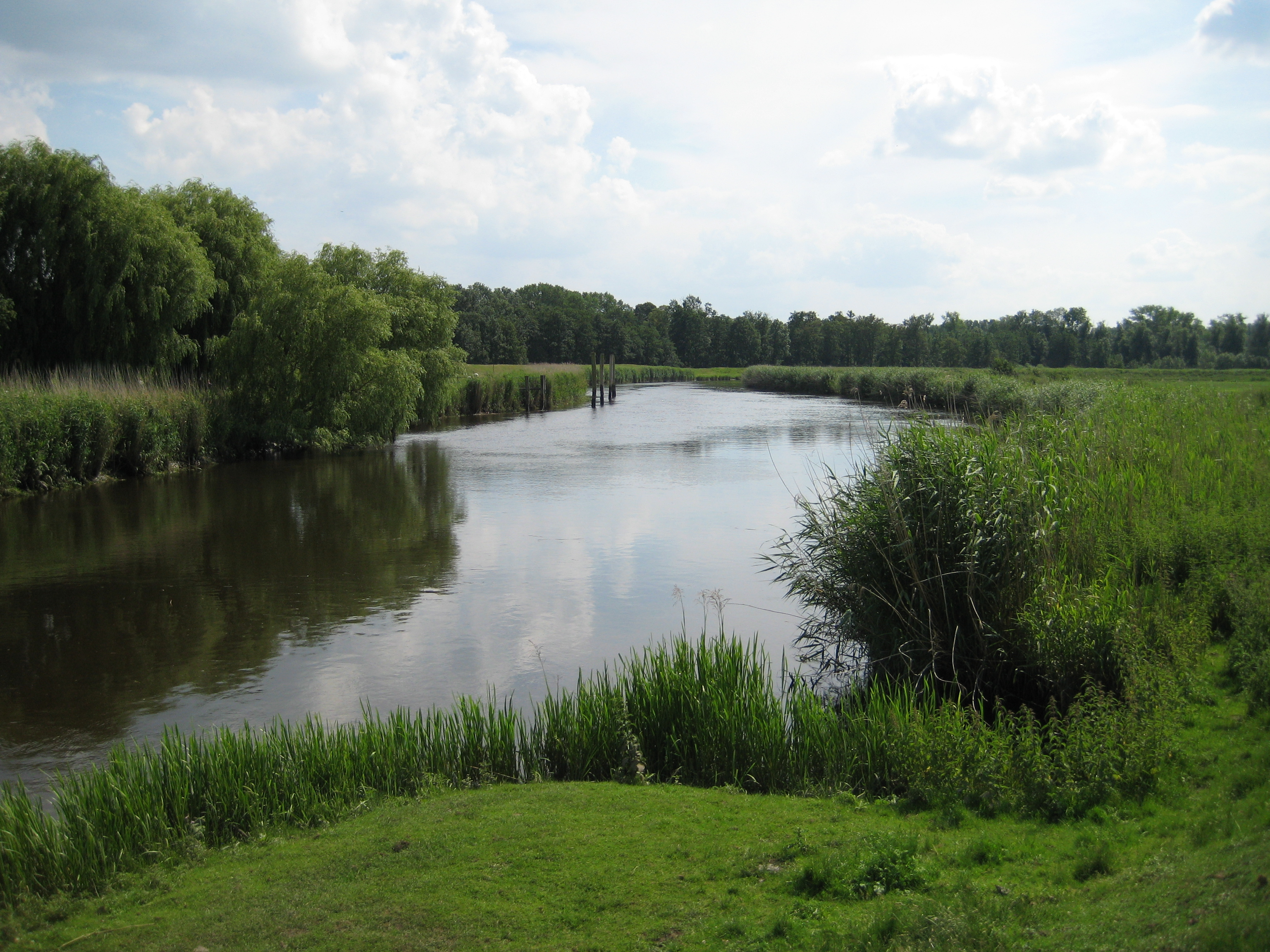
Stör an der Breitenburger Fähre
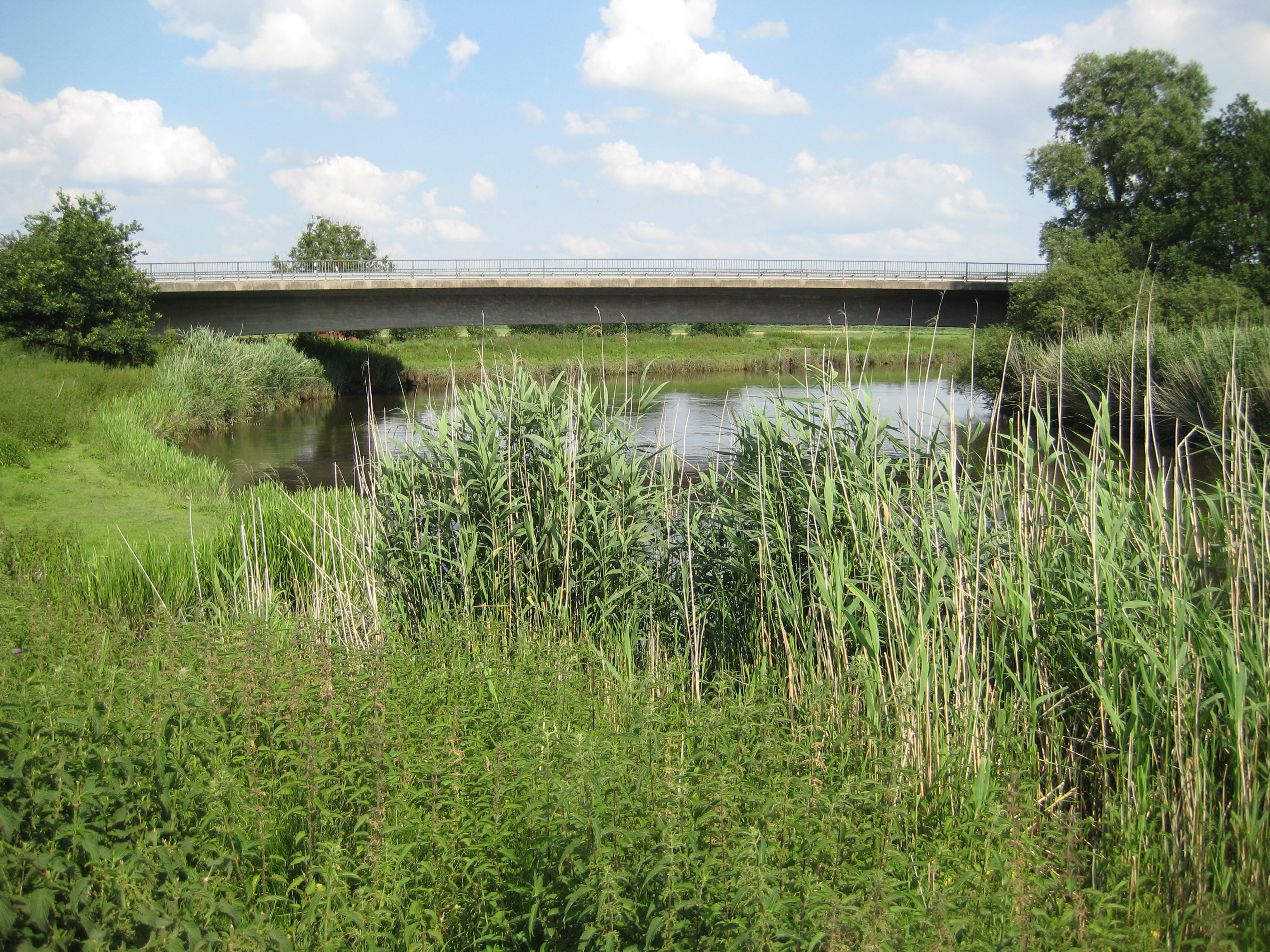
Störbrücke bei Breitenburg
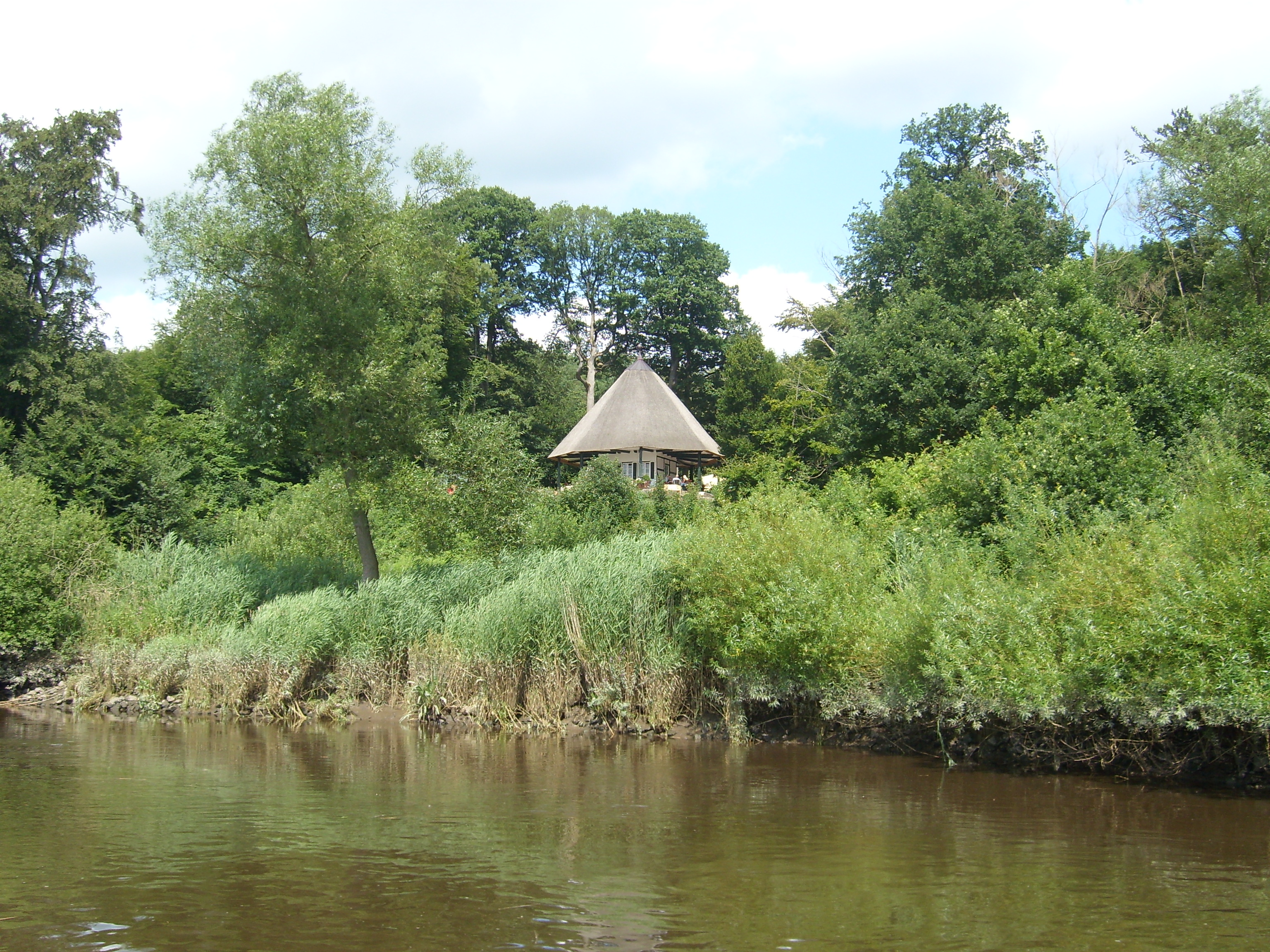
Amönenhöhe an der Stör bei Oelixdorf

Für die Flächen das FFH-Gebietes Schleswig-Holsteinisches Elbästuar und angrenzende Flächen im Funktionsraum 7 sind insgesamt 9 Einzelmaßnahmen im IBP vorgeschlagen worden. Für alle Nebenflüsse, die im FFH-Gebiet unter Tideeinfluss stehen, ist der Rückbau der Uferbefestigungen von Vorrang. In Verbindung mit der Auenentwicklung wird eine Renaturierung und damit eine Verbesserung des Hochwasserschutzes angestrebt. Für die Nutzung als Wasserstraße wird die zunehmende Verschlickung ein Problem.

## FFH-Erfolgskontrolle und Monitoring der Maßnahmen
Eine FFH-Erfolgskontrolle und Monitoring der Maßnahmen findet in Schleswig-Holstein alle 6 Jahre statt. Die Ergebnisse des letzten Monitorings wurden am 22. März 2012 veröffentlicht.